# Голінка (Ніжинський район)
Голі́нка (також Гольо́нка, Голюнки́, Голянці́, Голѣ́нка) — село в Україні, у Дмитрівській селищній громаді Ніжинського району Чернігівської області. До 1921 — станове козацьке село. Розташоване на березі річки Яцунка (колись Голінка) за 25 км від міста Бахмач (30 кілометрів по шосейній трасі) та 15 км від центру громади містечка Дмитрівка та залізничної станції Рубанка. Засноване восени 1637.
Населення — 411 (1 березня 2020; при чому 1 березня 2014 — 666 осіб,  1 липня 2012 — 687 осіб, 31 грудня 2011 — 695 осіб, 1988 — 1439 осіб, а 1926 — 5745 осіб). Українці.
Розмовляють перехідним полісько-полтавським діалектом української мови (м'яке «л» — «льовко», ствердна частка «еге», низка білорусизмів). Переважно високі (понад 1 м 80 см), сіро- та синьоокі. Православні (парафія Православної Церкви України — Михайлівська, та Московської патріархії - Спасівська). У селі середня 11-річна школа, клуб, три магазини, амбулаторія, до 2010 — аптека, до 2019 — пошта, до 2021 — дитячий садок «Теремок». Асфальтове покриття та високоякісна мережа інтернет-зв'язку. Сільська рада ліквідована 2020 (у складі 12 депутатів) У листопаді 2020 утворено Голінський старостинський округ у складі одного села. Старостою призначена Наталія Вернигора. Територія сільської ради — 7468,6 га. Шістнацять цвинтарів, при чому два — старовинні (збереглися сім кам'яних козацьких хрестів кінця XIX — поч. XX ст.). До 2010 було поширене молочарство, до 1995 — тваринництво, існують господарства, що досі практикують бджільництво, картоплярство та мисливство, до початку 1970-х — промисловий видобуток торфу.

## Географія
Село розташоване у північній частині Дмитрівської селищної громади, на кордоні з Конотопським районом Сумської області на старому сотенному шляху до села Красний Колядин. Село сполучено шістьма шляхами із зовнішнім світом:
- на південний захід — Гайворонський шлях (якісне асфальтове покриття) до села Гайворон (9 км);
- на захід — Григорівський шлях (ґрунтова дорога через лани) до села Григорівка (6 км);
- на північний захід — Тиницький шлях (ґрунтова дорога з відгалуженням на бетонну у бік траси «Бахмач— Ромни») до села Тиниця та міста Бахмач (7 км);
- на північ — Конотопський шлях (2,5 кілометри ґрунтової дороги до села Малий Самбір) до міста Конотоп через Соснівку (3 км);
- на захід — Дептівський шлях, або Дубов'язівський (асфальтове покриття до моста через річку Ромен, далі — ґрунтова дорога) до с. Дептівка та смт Дубов'язівка через село Гирявку;
- на південь — шлях на Городок (тепер село 8-ме Березня Гайворонської сільради) (4 км);
- на південь — старий, ще польський стовбовий шлях до села Красний Колядин - колишня столиця сотні, до якої територіально входила Голінка (6 км), занедбаний, непроїзний.

У часи Гетьманщини існував стовповий Красноколядинський шлях, який вів від Голінки лівим берегом річки Ромен до сотенного центру — містечка Красний Колядин. Проте в часи Російської імперії та особливо під час радянської окупації — занепав.

### Історична географія
Голінка розташована на крайньому сході земель Ягеллонської монархії. Нині — Чернігівська область України.

### Адміністративна географія
- 1637–1644 — у складі Чернігівського воєводства Речі Посполитої;
- 1644–1649 — у складі Київського воєводства Речі Посполитої;
- 1649–1672 — центр Голінської сотні Прилуцького полку Гетьманщини;
- 1672–1751 — у складі Красноколядинської сотні Прилуцького полку Гетьманщини;
- 1751–1782 — центр Голінської сотні Прилуцького полку Гетьманщини;
- 1782 — центр Голінського повіту Новгород-Сіверського намісництва Російської імперії;
- 1782–1796 — центр Голінської волості Борзенського округу Чернігівського намісництва Російської імперії;
- 1797–1803 — центр Голінської волостіКонотопського повіту Малоросійської губернії Російської імперії;
- 1803–1917 — центр Голінської волості Конотопського повіту Чернігівської губернії Російської імперії;
- 1917–1918 — центр Голінської волості Конотопського повіту Чернігівської губернії Української Народної Республіки (УНР);
- 1918 — центр Голінської волості Конотопського повіту Землі Посем'я Української Народної Республіки (УНР);
- 1918, березень — листопад — центр Голінської волості Конотопського повіту Чернігівської губернії Української Держави Гетьмана Павла Скоропадського;
- 1918—1921 — центр Голінської волості Конотопського повіту Землі Посем'я Української Народної Республіки (УНР);
- 1921 (фактично з 1919)– березень 1923 — у складі Гайворонської волості Чернігівської губернії УСРР (зона окупації комуністичних урядів Росії);
- 1923–1925 — у складі Дмитрівського району Конотопської округи УСРР та УРСР (зона окупації СРСР);
- 1925–1930 — у складі Дмитрівського району Конотопської округи УСРР (зона окупації CCCP);
- 1930–1941 — у складі Дмитрівського району Чернігівської області УСРР (зона окупації CCCP);
- 1941–1943 — у складі Дмитрівського ґебіта Чернігівської області прифронтової території Німеччини (зона окупації Німеччини);
- 1943—1961 — у складі Дмитрівського району Чернігівської області УРСР (зона окупації СРСР);
- 1961—1968 — у складі Іченського району Чернігівської області УРСР (зона окупації СРСР);
- 1968—1991 — у складі Бахмацького району Чернігівської області УРСР (зона окупації СРСР);
- 1991-2020 — у складі Бахмацького району Чернігівської області держави Україна;
- з 2020 — центр Голінської старостинської округи Дмитрівської селищної громади Ніжинського району Чернігівської області держави Україна.

### Локальна географія
Село Голінка до 2015 нараховувало до 29 кутків (кварталів), три хутори, два Шляхи (Гайворонський та Конотіпський) та до 20 вуличок. Назви кутків, хуторів та вуличок існують паралельно до офіційних назв вулиць, хоча у 2000-х роках спостерігається ерозія орієнтації за старою географією.
До половини нинішніх кутків в часи Гетьманщини мали статус куренів. Їх було десь 11 - за кількістю нецерковних кладовищ: Гузівський курінь, Хільківський курінь, Андріївський курінь, Ріпівський курінь, Марковичівський курінь, Троцівський курінь, Гапонівський курінь, Хоруженківський курінь, Гудимівський курінь, Вольківський курінь, Храпалівський курінь. Голубівка хоча й має окремий цвинтар — Василенків - куренем не була.  Цвинтар у районі Ґедзеківки є новим, післявоєнним — там ховають переважно мешканців Ринку.

#### «Спасівські» кутки, хутори та вулиці
| Ч. | Назва кутка        | Час утворення                         | Корінні роди | Кількість хат (2013)                                 | Демографія                     |
| 1  | Ріпин хутір        | 19 століття                           | Ріпа | 4 жилих, 14 нежилих                                  | 12 осіб, у 1926 — до 150 осіб  |
| 2  | Бичи́ха             | середина 18 століття                  | Носенко, Ковалевський, Яцун, Талаш, Сидоренко, Мигирич, Палієнко, Борисенко, Федоренко (Осаула)                          | 6 жилих                                              | 7 осіб, у 1926 — до 300 осіб   |
| 3  | Кузьмичі́в хутір    | 19 століття                           | Мигирич | 3 жилих                                              | 6 осіб, у 1926 — до 80 осіб    |
| 4  | Гузівка            | 18 століття                           | Гузь, Ющенко, Книш, Троць, Мигирич, Гончар; з 2000-х — Колодій, Гришко, Шабалін                                          | 10 жилих, 3 руїни, 10 нежилих                        | 15 осіб, у 1926 — до 200 осіб  |
| 5  | Хільківка          | Один із чотирьох перших кутків (1637) | Хілько, Носенко, Гринаць, Лівак, Бильда, Гирман (Дудік), Прокопенко, Палієнко; з ХХ століття — Лазоренко, Гончар, Троць. | 3 жилих, 4 нежилі                                    | 4 осіб, у 1926 — до 70 осіб,   |
| 6  | Андріївка          | 18 століття                           | Андрієнко, Шевченко, Клименко, Кірієнко, Передера, Ковалевський, Делва; з 2012 — священник Віталій (Темчур)              | 7 жилих, 3 нежилих, 2 руїни                          | 11 осіб, до 1926 — до 100 осіб |
| 7  | Книшів хутір       | кінець 19 століття                    | Книш | 4 жилих (по-вуличному — Баранові, Терещуки, Волкови) | до 1926 — до 60 осіб           |
| 8  | Картоплянівка      | кінець 19 століття                    | Молюга, Лівак, Борода, Охріменко, Артюх, Оробей, Пащенко, Ковалевський, Сидоренко, Луцик, Пащенко                        | 5 жилих, 4 нежилих, 3 руїни                          | до 1956 — до 200 осіб          |
| 9  | Ріпівка            | кінець 17 століття                    | Ріпа, Шевченко, Передера, Мигаль, Малюга                                                                                 |                                                      | до 1926 — до 200 осіб          |
| 10 | Гайворонський шлях | 18 століття                           | Яцун, Матвієнко, Ковалевський                                                                                            |                                                      |                                |
| 11 | Троцівка           | 18 століття                           | Троць, Куцевол, Луцик |                                                      |                                |
| 12 | Куток              | 19 століття                           | Гончар, Мороз, Борода, Горовий, Грабина, Гришко, Яцина, Юхимець                                                          | 6 жилих, 4 нежилих, 4 руїни (до 1989 — 26 жилих хат) | до 1926 — до 300 осіб          |
| 13 | Марковичівка       | 18 століття                           | Марченко, Портний |                                                      |                                |
| 14 | Сумовиця           | 18 століття                           | Яцун, Ярмоленко, Клименко                                                                                                |                                                      |                                |

- Рі́пин хутір, Бичи́ха, Кузьмичі́в хутір, Гузі́вка, Хількі́вка, Андрі́ївка, Книші́в хутір, Ріпі́вка, Картопля́нівка, Гайворо́нський шлях (всі на захід від Спасо-Преображенської козачої церкви) та Куто́к, Марковичі́вка, Сумо́виця, Троці́вка (на схід від Спасо-Преображенської козачої церкви).

Усі станові козачі кутки храмують на Спаса.

#### «Михайлівські» кутки, хутори та вулиці
- Хоруженкі́вка, Городо́к, Гирма́нка, Ча́йка, Яро́к, Коното́пський шлях, Колодієво, Гуди́мівка (плюс Лихоманова вуличка), Коцюрівка (злилася з Гудимівкою у 2000-х роках) Ри́нок, Ґедзекі́вка, Босі́вка, Храпалі́вка (плюс Кравчукова вуличка), Гапонівка (плюс Микитчина вуличка), Марусинкі́вка, Волькі́вка, Голубі́вка (плюс Козина вуличка та Стобрехова вуличка)[5] ; (останні чотири — на Дептівсько́му напрямку).

Усі ці кутки храмували і храмують на Михайла, 21 листопада за старим стилем.

#### Колишні голінські хутори
- Брязкунів хутір (він же Височчина); Лівшишин хутір; Хомняків хутір; Кузьмичів хутів; Мигиричів хутір (на Ступнику); Палієнків хутір — усі ліквідовані комуністичною владою під час першої окупації села (1921—1941).

### Демографія
| 1926  | 1989  | 2011 | 2012 | 2014 | 2020 |
| ----- | ----- | ---- | ---- | ---- | ---- |
| 5 745 | 1 439 | 695  | 687  | 666  | 411  |

## Історія

### Походження назви
Існує п'ять версій походження назви села:
- від старовинної назви річки Голубівка — Гольонка у польській траснкрипції Holonka (можливо, балтського походження, як багато водойм регіону, зокрема й р. Ромен), яка протікає на східній околиці села:

|  | "В селі ж Голенках на річці Голенці млин міщанина Сави Прудника "об одном оклесі" |

- від міри глибини землі «голінка», поширеної у ті часи;
- від місцевого діалектного слова «голі́нний» в значенні «жвавий», «завзятий»[6]

|  | "Хівря була дівка годяща, була хазяйка, роботяща, мала й худобинку; а Пархім теж парубок голінний— хоч куди" ; |

- від козацького прізвиська Гольонка або й Голінка, яке зустрічається у козацьких реєстрах;
- від назви плоду осоки — «голінка»[8]

У польському та московському варіанті поширена вимова «Гольонка», при чому з твердим «Ґ». У XX ст., особливо після запровадження україномовної освіти, в усному мовленні переважає літературна українська назва — Голінка.

### Стародавність
Поблизу села розташовані три комплекси могил скіфського часу (5 — 3 ст. до Р. Х.). Найбільші та найкраще збережені — так звані «Роблениці» або «Роблені Могили», які раніше слугували спостережним пунктом для козацьких залог та межею з землями, що належали громаді села Григорівка.
За 7 кілометрів від Голінки виявлено давньоукраїнське поселення (9 — 13 століття). Загалом це — північні краї Переяславського князівства, прикордонна зона із Великим князівством Чернігівським, яка відображає вододіл боліт, що тяжіють до Сули та до Десни.

### У складі Речі Посполитої
Територія, де засновано село Голінка, з кінця 16 століття була в прикордонній смузі інтересів Московії та Речі Посполитої. Після ліквідації московської держави, долина річки Ромен де-факто належала вихідцям з Речі Посполитої. Після переможної Смоленської війни (1632—1634), ці території остаточно передані під контроль Варшави, що й відкрило шлях для ґрунтовної колонізації краю.
Отже, село Голінка засноване восени 1637 (або найпізніше — 1638) у південно-східній частині Чернігівського воєводства — на кордоні з Київським воєводством. Його осадчий — Якуб Коленда, урядник державного діяча українського походження, князя Яреми Вишневецького. Село осаджене з правами слободи, тобто на 30 років звільнялося від податків. Щоправда, перші роки існування слободи Голінка відзначені великою посухою.
Правовий статус Голінки: вона розташована у зоні ленних володінь чернігівської шляхти. Разом із сусіднім Красним Колядином, осадником якого також був Якуб Коленда, виконувало роль форпосту приватних володінь Яреми Вишневецького на привабливих землях долини річки Ромен. Користуючись швидким розвитком слободи, урядники Вишневецького захопили й сусіднє село Гайворон із довколишніми землями, які належали впливовому польському шляхтичу.
Власне, село Голінка згадується польським істориком О. Пшездецьким на початку 1640-х років з огляду на судову справу щодо належності певних населених пунктів до володінь Яреми Вишневецького. Відтак, Голінка неповних 11 років (1637—1648) входила до складу т. зв. Вишневеччини — території Речі Посполитої на Лівому березі Дніпра з особливим правовим, військовим та конфесійним режимом (центр — м. Лубни). Проте офіційно до володінь Вишневецького Голінка перейшла 1644 року — після погодження кордонів Чернігівського та Київського воєводства, що, власне, перенесло Голінку до останнього, а також вивела її за межі Чернігівської єпархії — після втрати Київською митрополією влади над своїми канонічними територіями, Голінка залишилася у її складі.
Згадку про Голінку періоду Речі Посполитої наводить історик Михайло Грушевський у своїй фундаментальній праці «Історія України-Руси»:
| В світлї сих припадкових згадок сучасників, які власними очима бачили тутешнє заселеннє, не здають ся гіперболїчними цифри заселення Вишневеччини перед Хмельниччиною, подані свого часу з незвісного близше „манускрипту кн. Михайла Сервація Вишневецького”: Лубни 2646 господарів і 40 колес млинських. Хорол 1297 госп. і 8 колес. Горошин 107 госп. і 11 колес. ...Голенка 304 госп. і 2 кол. Красне (Кр. Колядин) 995 госп. і 4 кол.... |
Походження самих мешканців новозаснованого села можна прив'язати або до Підляшшя, де досі існує село Голінка (територія Польщі), або до східної Волині. На користь останньої версії свідчать етнографічні матеріали, зокрема риси спільних вірувань і прикмет у мешканців Голінки та нинішньої Житомирської та частково Волинської областей: 
| «„Як хтось нездоровий чимось, хай у чистий четвер піде вдосвіта на річку, поки ніхто води не брав, і вмиється — всяка хвороба мине“ (село Голінка Бахмацького району Чернігівської області), „Найкраще купатися у чистий четвер — буде чисте тіло“, „Як у чистий четвер скупаєшся — не буде корости“ (село Троянів Житомирського району Житомирської області), „Купаються у чистий четвер, у кого є короста“ (село Троща Чуднівського району Житомирської області), „У великий четвер до схід сонця миють хворі очі“ (село Великий Обзир Камінь-Каширського району Волинської області)» («Вода та вогонь у лікувальній магії», збірник Українська народна медицина). |
До того ж, кліматичні умови життя, болотяна місцевість у новозаснованому селі були майже ідентичні східноволинським, житомирським.

### Козацький період
З початком Визвольної війни 1648 — козацьке поселення Прилуцького полку Гетьманської України. 1649–1672 та 1751–1782 — центр Голінської сотні Прилуцького полку (в числі восьми, а потім дев'яти сотень Полку).
До старшини Голінської сотні належали: сотник, писар, осавул і хорунжий. Козача верхівка сотні сформувалась у привілейовану групу, що складалася із значкового товариства. Вони підлягали не сотнику, а полковнику, перебували «під полковим значком» (звідки і назва їх «значкові»).
Напередодні битви Гетьмана Іоанна Виговського під Конотопом, в історичних хроніках знову згадується Голінка — в околицях було місце зборів союзної армії Кримської держави. 1672 — позбавлене статусу сотенного через масову втечу козаків до слобідської України. Після цього у складі Корибутівської сотні (1660—1670-ті роки), Красноколядинської (до 1751).
У другій половині 17 століття — одна з ранґових сільськогосподарських баз Гетьманського двору. За Гетьмана Іоанна Мазепи — у переліку 72 ранґових сіл, які належали гетьману за посадою («на кухню і булаву»). При чому Голінка, за даними історика Ольги Ковалевської, це одне з чотирьох ранґових сіл, яке було у безпосередній власності Гетьмана Мазепи (разом з Великим та Малим Самбором, Малим Устям).
За свідченням голови Великосамбірського старостатства Леонтія Подставки, селом Голінка Гетьман Іоанн Мазепа володів ще в ранзі Генерального Осавула в уряді Гетьмана Іоанна Самойловича. Також в Голінці діяла, затверджена Гетьманом, система сільського магістрату. 1726, у безгетьманський час, на посаді війта Голінки був козак Іван Денисенко. На посаді Отамана голінських козаків — Хведір Сергієнко. Згодом посаду голінського війта утримували як спадкову козаки Ріпи.
Імовірно, козаки села Голінка виконували гвардійські функції при Гетьмані Іоанні Мазепі та Гетьмані Іоанні Скоропадському. У всякому разі, у Великосамбірському старостатстві велика кількість козаків (89 воїнів-кіннотників та стільки ж господарств) була саме в Голінці (більше тільки в Дептівці — 109).

### Голінська сотня Прилуцького полку

«Куплена» могила козака Прокопенка, помер 1912 р.

Наприкінці 1738, після чергової українсько-турецької війни 1735—1739, відновлено Корибутівську сотню Прилуцького полку, до якої входила Голінка. У тій війні активну участь взяли голінські козаки, які виряджалися на чолі із сотником Ангеліовським на прикордонну та фортифікаційну службу.
Але вже через 12 років Гетьман України Кирило Розумовський повернув Голінці статус центру сотні 1751, яка, втім, продовжувала носити титул Корибутівської. Точні адміністративні зміни відтворені у розвідці історика Дмитра Шкоропада:
|  | В кінці 1738 р, сталася друга у XVIII ст. зміна структури Прилуцького полку — із Красноколядинської сотні була виділена східна половина її території в нову Корибутівську сотню. Однак, за розпорядженням Сенату в 1742 р. Корибутівська сотня знову увійшла до складу Красноколядинської. У 1751 р. «за ордером» К. Розумовського Корибутівська сотня знову була виділена з Красноколядинської сотні. Після цього вона існувала до скасування полкового правління в Україні. В цей другий період існування сотні її центром був вже не Корибутів, а с. Голінка. Тому в другій половині XVIII ст. її називали ще й Голінською... |

Отже, сотенний центр перенесли сюди ж, адмінодиницю називали Голинською (Голюнською). У селі, яке почало йменуватися містечком, збудовано представницьку сотенну канцелярію, у якій було розташовано і неопалювану тюрму. Саме тут утримувалися всі правопорушники перед висилкою до полкового центру Прилуки, а в разі важкого кримінального злочину — на Сибір.
На базі сотенного центру вербувалися козацькі прикордонні загони, які несли рангову службу на українсько-польському кордоні вздовж Дніпра (до 1775). Голінські козаки брали у битві за Кази-Кермен, боях у Латвії та в поході в Дагестан (Терківський похід).
1782 сотня ліквідована, а територія увійшла до Борзнянського повіту Чернігівського намісництва. У XIX столітті — Конотопського повіту Чернігівської губернії.

### Голінські сотники
Відомо шість сотників Голінської сотні:
- Юрко Демченко (1649);
- Павло Дембовський (1751—1759), помер під час Семилітньої війни в одному з походів;
- Василь Рудковський (20 травня 1760 — 1 червня 1767);
- Роман Соколовський (1767);
- Улас Жураховський (1767—1777);
- Степан Воротиляк (1777—1782).

Після скасування Полкового устрою частина містечка  Голінка покріпачена, але більшість ніколи не знала кріпацтва. Чоловіче населення, як і в козацькі часи, несло військову службу в армії Російської імперії в чині єфрейторів, зберігало вдома холодну та вогнепальну зброю, належало до лицарського стану. Голінці мали військові відзнаки на фронтах Першої Світової війни, десятки з них були георгіївськими кавалерами.

### Населені пункти, що підлягали Голінській сотні
Базаліївка, слобідка; Великий Самбір, село; Воронівка, слобідка; Гайворон, село; Гирявка, село; Голінка, село; Голубівський хутір (тепер частина Голінки); Данилівка, слобідка; Дептівка, село; Корибутів, село; Кошарська [Кошари], слобідка; Курилівка, село; Малий Самбір, село; Пекарі, село; Петрівка, село; Пучківський хутір; Савинська, слобідка; Фесівка, село; хутори біля Дептівки, Пекарів та Петрівки; Юр'ївка, слобідка.
1765—1769 за сотнею значаться також села Корінецьке, Макіївка і Рубанка.
Територія Голінської сотні та її населені пункти зазнали низку свідомих актів відчуження та порушення логістичних каналів з боку Російської імперії після 1782 року, а також під час більшовицької окупації в складі СРСР. У відновленій Україні після 1991 терени Голінської сотні далі відчужені низкою адміністративних кордонів (межі Чернігівської та Сумської області), між найбільшими сотенними селами немає твердого покриття (зокрема Голінка не зв'язана з Дептівкою, Великим та Малим Самбором).

### Голінське судочинство
У Голінській сотні діяли паралельно два види судів: козацький — для козацьких родин, та ратушний — для посполитих міщан, що відображало змішану систему судочинства на Гетьманщині, яка поєднувала Магдебурзьке право та традиційне судочинство Війська Запорізького. Проте ще до появи окремої Голінської сотні ратушний суд Голінки очевидно підлягав сотенному козацькому — у Красному Колядині, оскільки Гетьман Іван Самойлович сприяв такому стану речей у себе на малій батьківщині.
Роль ратушних судів у Прилуцькому полку, у якому перебувала Голінка, зросла після Українсько-Російської війни 1708—1713 — московський уряд намагався протиставити козаків та посполитих українців, послаблюючи вплив козацьких інституцій. Згадки про роль війтів Велико-Самбірського старостатства, частиною якого була й Голінка, існують у так званій Мазепиній книзі — документі Малоросійської колегії, який є аудитом колишніх гетьманських володінь.
Залишки традиційного козацького судочинства збереглися у Голінці до середини XX століття, оскільки люди продовжували обирати з-поміж себе так званих «козацьких суддів» (при чому остання була жінкою — померла у 1970-х роках). Фактично, це були уповноважені голінської громади для діалогу з комуністичною владою, зокрема в питаннях переселенців або повернення до села осіб, які понесли кримінальну відповідальність. Ця традиція дала змогу вберегти село від колонізації циганами та мігрантами з Кавказу, яким досі не вільно купувати нерухомість у селі без згоди громади.

### Господарська історія
1666року проведено перепис на території Гетьманської України. В Голінці — 34 госп. селян, з них 12 «орали на 2-х волах» та мали ще по одному коню для оранки, 22 госп. «орали на 2-х волах». Голінці мали млини на р. Ромен — це Іван Носач та Василь Штан. До часів Гетьмана всія України Іоанна (Мазепи) Г. «до ратуші Красноколядинської прислушаюче». Гетьмана Іоанн (Мазепа) особисто взяв участь у долі села, створивши разом з Дептівкою та Великим Самбором т. зв. Малосамбірське старостатство. Після поразки у війні з Московією, село Голінка стало спадком Гетьмана Іоанна Скоропадського. Після його смерті (1722) уряд Московії саботував обрання нового Гетьмана, що дало змогу московському землевласнику та організатору масових убивств у Батурині — Олександру Меньшикову — захопити всю Батуринську землю, зокрема й Г. — у власність. Проте невдовзі Г. записана вже на родину московських монархів. І лише 1750 — це володіння новообраного Гетьмана України Кирила Розумовського.
Напередодні скасування полкового устрою України, ситуація в Голінці така (1780): існувало 34 обійстя (78 хат) селян, 38 обійсть (50 хат) і 2 бдв. хати підсусідків, 113 обійсть (290 хат) козаків, 8 бдв. хат «почталіонів», 29 бдв. хат козачих підсусідків.
Власники селян: граф Кирило Розумовський — 23 двори (34 хати), спадкоємці полковника Івана Скоропадського — 2 двори (2 хати), майор Я. Скоропадський — 11 дворів (44 хати).
Власники підсусідків: спадкоємці покійного сотника Уласа Жураковського — 8 дворів (9 хат), спадкоємці покійного сотника Василя Рудьковського — 1 двір (4 хати), отаманний сотенний Чернишов — 6 дворів (8 хат), свящ. Боровський — 17 дворів (19 хат).
1725 Голінка з'являється у документах Малоросійської колегії, чиновники якої вчинили перепис населених пунктів та господарств, які до 1709 належали Батуринській ратуші — державного управління справами часів Гетьмана Іоанна Мазепи.
|  | Реестръ... В Прилуцком полку. В Красноколядинской сотни. Село Великий Самбор, село Малой Самбор, село Голенка, село Коробутово с мелницами владение коллегии Малой Росиі... |

Колегія підтвердила, що село Голінка «на него гетмана и до ратуши принадлежали, також и даходъ с них на гетмана или на ратушу збираны». У цьому ж звіті зазначено, що в Голінці 55 господарств «дворового числа» — найбільше в Самбірському старостатстві (моск. мовою — «дворце»). Податки сплачували до Малоросійської колегії. Але вже наступного року окупаційна влада цікавилася точними обсягами доходів Батуринської ратуші Гетьмана Іоанна Мазепи від усіх трьох старостатств та кожного села зокрема, у тому числі Голінки — з 1709 ці дані були відсутні в Петербурзі.

## Після 1781 року

### Голінська волость
Після анексії Гетьманської України Російською імперією (1781, так звана ліквідація полкового устрою Малоросії) Голінка — центр волості із власною системою самоуправління. У ньому частково відображено принципи козацького самоуправління, зокрема й тому, що більшість населення зберегла становий статус козака. Разом із тим, у статусі «підданих» родини Скоропадських на 1782 рік рахувалася низка козачих родів, які з тих чи інших причин змінили станову приналежність, яка згодом модифікувалася у кріпацькі відносини. Зокрема, це такі відгалуження козачих родин: Шевченко, Мехеда, Верхогляд, Брязкун. Усього в Голінці нараховувалося 141 особа чоловічої та 55 осіб жіночої статі, які були підданими Скоропадських До кінця XX століття у Голінці проживали лише окремі з них: Охрименко, Бельмас, Махота, Яцина. Це свідчить про значно слабшу прив'язаність до села майбутніх кріпаків, бо Голінкою де-факто завжди керували козаки-землевласники — аж до Голодомору-Геноциду 1932—1933 років.
Голінська волость — одна з 22 волостей Конотопського повіту і межувала з чотирма з них: Тиницькою, Дмитрівською, Красноколядинською, Великосамбірською. Посутня прикмета Голінської волості — висока щільність населення як у Конотопському повіті, так і взагалі в Лівобережній Україні. Це спричиняло численні земельні конфлікти між мешканцями волості. Демографічна динаміка села була справді приголомшливою: на 1886 рік у Голінці був 351 двір з населенням 3246 жителів, а 1897 (всього за 11 років) вже 770 дворів з населенням 5778 жителів. Відтак з кінця XIX століття почалася еміграція багатьох родин (в тому числі козацьких, наприклад рід Ковалівських та Гузів) до Алтаю та Казахстану, що до певної міри розрядило напругу в містечку.
Істотний вплив на міграційні потоки із містечка Голінка відіграла нова залізнична гілка «Бахмач — Одеса», яка будувалася на початку 1900-х років. Тоді ж у січні 1910 року укладено угоду про купівлю у голінських мешканців 2 десятин землі (за середньою ціною 225 рублів за десятину) та 5 десятин (за ціною 285 рублів) під будівництво залізниці.

### Освіта ХІХ— початку XX століття
1897 відкрито Голінське двокласне чоловіче міністерське училище на 200 осіб, яке згодом присвоїли статус реального училища. Випускники училища були відомі якісними знаннями, навичками хорового співу та, між іншим, каліграфічним почерком.

### Економіка Голінки до революції
Наприкінці ХІХ — на початку XX століття у Голінці регулярно відбувалися ярмарки. Крім щотижневих (у середу та п'ятницю), були й три значні щорічні, які були інтегровані у загальнокрайову систему ярмаркування та призначалися на передсвяткові дні:
- Петропавлівський ярмарок — 27-30 червня;
- Явдохинський ярмарок — 27 лютого — 2 березня;
- Різдво-Богородицький ярмарок — 6-9 вересня (все за старим стилем).

Основні позиції ярмаркової торгівлі: рогата худоба та коні місцевих порід; дерев'яний та глиняний посуд; шкіряний крам та різноманітний одяг. Працював Казенний винний шинок 1-го розряду.
Про село є згадка у фундаментальному довіднику «Малоросія»: 
| ...На північ від станції Дмитрівка, у 6 верстах, на перехресті торгових шляхів розташоване село Гайворон з п’ятитисячним населенням. У селі декілька крамниць й щотижневий базар. Тут таки працює борошномельний млин Ушакової, яка заробляє на цьому більше тисячі рублів на рік. У шести верстах на північний схід звідси, на берегах річки Зарукавної – притоки Ромна, лежить волосне село Голінка, де понад 4 тисячі мешканців, дві православні церкви, декілька крамниць, щотижневі базари й три ярмарки |.
Також у Енциклопедії Брокгауза та Ефрона: 
| ...село Конотопского уезда Черниговской губернии, при реке Голенке, основано в первой половине XVII в., когда принадлежало к числу имений князя Еремея Вишневецкого. Дворов 719, жителей 4635, 2 православных церкви, двухклассное училище |.

#### Гамазеї
Вагому роль в економічному житті села відігравали гамазеї — це громадська установа для централізованого заощадження харчових продуктів на випадок неврожаїв та загрози голоду. Козацька громада наполягла на роздільному існуванні гамазеїв козаків та «крестян», відтак їх було в Голінці два. Козацький гамазей, на відміну від селянського, виконував потужну соціальну функцію, оскільки заощаджений врожай (в разі відсутності загрози недороду) козаки продавали і вкладали у капітальне будівництво. Так, зведено кам'яну школу та лікарню, ще раніше — дерев'яний Спасо-Преображенський храм. Із козацьких соціальних будов у Голінці збереглася лише лікарня.
Також у селі існувала з часів Гетьманщини волосна буцегарня, яка була двоярусною: в горішній частині утримувалися адміністративні порушники, у «холодній» (ямі) — кримінальних. Щоправда, до кінця XIX століття рівень злочинності у селі був фактично нульовим. Це особливо відзначав св. Філарет Гумілевський, який давав характеристику усій північній Гетьманщині у 1860-х роках.

### Станові голінські козаки у війнах (1782—1918)
Станові козаки голінського куреня брали участь у Кримській війні 1853—1856 (козак Проценко та козак Олексій Носенко) та російсько-турецькій війні 1877—1878 (у Болгарії загинув голінський мешканець Овсій Костюк). Масову участь козаки Голінки брали у Першій світовій війні 1914—1918 (до півтисячі уланів, стрільців, єгерів, єфрейторів та простих солдат), насамперед у Пруссії та Галичині. Значна частина поранена і вбита,,:
| Ч. | Жертви Першої світової війни               | Статус у Голінці               | Час та характер втрати                                    |
| 1  | Федір Лаврінович Боклаг, підпоручник       | Козак, православний, холостий  | Зник безвісти 10 листопада 1914                           |
| 2  | Дмитро Микитович Борисенко, рядовий        | Козак, православний, холостий  | Поранений 08 червня 1915                                  |
| 3  | Наум Федорович Борисенко, єфрейтор         | Козак, православний, одружений | Убитий 21 листопада 1914                                  |
| 4  | Григорій Сергійович Гирман, рядовий        | Козак, православний, одружений | Убитий 13 серпня 1914                                     |
| 5  | Андрій Степанович Гладун, рядовий          | Козак, православний, холостий  | Поранений, 07 листопада 1914                              |
| 6  | Андрій Степанович Гладун, єфрейтор         | Козак, православний, холостий  | Контужений, 23 вересня 1914                               |
| 7  | Микита Лукич Гапоненко, поранений          | Козак, православний            | Поранений, 13 лютого 1915                                 |
| 8  | Максим Митрофанович Гончар, поранений      | Козак, православний, одружений | Поранений, 16 жовтня 1914                                 |
| 9  | Григорій Горлач, стрілець                  | Козак, православний, холостий  | Зник безвісти, 11 грудня 1914                             |
| 10 | Григорій Федорович Захарченко, доброволець | Козак, православний, одружений | Поранений 06 березня 1915                                 |
| 11 | Григорій Петрович Здор, стрілець           | Козак, православний, холостий  | Зник безвісти 28 листопада 1914                           |
| 12 | Семен Дмитрович Пархоменко, єфрейтор       | Козак, православний            | Поранений 22 травня 1915                                  |
| 13 | Стефан Пархоменко, єфрейтор                | Козак, православний, одружений | Поранений 18 жовтня 1914                                  |
| 14 | Андрій Павлович Книш, рядовий              | Козак, православний, одружений | Поранений 27 серпня 1914                                  |
| 15 | Андрій Йосипович Книш, старший улан        | Козак, православний, одружений | Зник безвісти 19 квітня 1915                              |
| 16 | Наум Гнатович Ковалевський, старший улан   | Козак, православний, холостий  | Убитий 21 листопада 1914                                  |
| 17 | Ілля Лукич Легкий, стрілець                | Православний, холостий         | Зник безвісти між 9 та 11 листопада 1914                  |
| 18 | Григорій Зиновійович Луценко, єгер         | Козак, православний, одружений | Поранений 17 липня 1915                                   |
| 19 | Леонтій Марченко, рядовий                  | Козак, православний, одружений | Зник безвісти 24 вересня 1914                             |
| 20 | Прокіп Максимович Недбайло, єфрейтор       | Козак, православний, одружений | Поранений 8 жовтня 1914                                   |
| 21 | Яків Олексійович Недбайло, рядовий         | Козак, православний            | Убитий 4 лютого 1915                                      |
| 22 | Микола Охріменко, підпоручник              | Козак, православний, одружений | Зник безвісти 18 серпня 1914                              |
| 23 | Петро Пащенко, рядовий                     | Козак, православний, одружений | Зник безвісти 8 жовтня 1914                               |
| 24 | Павло Повіренний, рядовий                  | Козак, православний, одружений | Зник безвісти 18 листопада 1914                           |
| 25 | Іван Васильович Ріпа, підпоручник          | Козак, православний, одружений | Поранений 12 жовтня 1914                                  |
| 26 | Пилип Григорович Рогуля, єгер              | Козак, православний, холостий  | Поранений 6 листопада 1914                                |
| 27 | Павло Лаврінович Боклаг, рядовий           | Козак, православний, одружений | Поранений 28 квітня 1915                                  |
| 28 | Василь Лаврінович Троць, рядовий           | Козак, православний, одружений | Поранений 16 жовтня 1914                                  |
| 29 | Симон Матвійович Троць, рядовий            | Козак, православний, одружений | Зник безвісти 17 жовтня 1914                              |
| 30 | Хома Олексійович Тулуша, рядовий           | Козак, православний            | Поранений 13 січня 1915                                   |
| 31 | Харитон Лазарович Ющенко, рядовий          | Козак, православний, одружений | Убитий 9 жовтня 1914                                      |
| 32 | Степан Карпович Передера, рядовий          | Козак, православний            | Поранений 25 січня 1915                                   |
| 33 | Василь Іванович Носенко                    | Козак, православний            | Поранений 1915, лікарня м. Овідіополь                     |
| 34 | Опанас Іванович Хілько                     | Козак, православний            | Поранений 1915, 79-ий зведений польовий шпиталь м. Курськ |
| 35 | Йосип Петрович Лівак                       | Козак, православний            | Поранений 1915, лазарет служби зборів ЮЗЖД, м. Київ       |
| 36 | Іван Климович Гузь                         | Козак, православний, холостий  | Убитий 1914, німецький фронт                              |
| 37 | Кузьма Лазоренко (Сайко)                   | Козак, православний, одружений | Перебував у полоні, німецький фронт. Помер 1961           |

### У складі УНР та Української Держави
Завдяки підготовчій роботі Чернігівського губернського земства, у Голінці проведено реформу сільської освіти. Голінське реальне училище перетворене на семирічну школу з українською мовою навчання.

Могила комунара Петра Гузя в селі Голінка, Ніжинського р-ну, Чернігівської обл. Зведена у 20-х роках XX ст.

На території села 1918 велися бої між Гетьманською Вартою Української держави та терористичними загонами більшовиків. На честь злочинця Петра Гузя, страченого у Голінці у березні 1918, комуністичні командири встановили пам'ятник і видобували на ньому донос на односельців страченого, які брали участь у винесенні та виконанні смертного вироку. Вирок ухвалено винятково голінськими козаками у числі семи осіб. Згідно із козацьким звичаєвим правом, що спиралося на Магдебурзьке право, у цьому суді діяло шість козаків, які виконували функцію лавників, та один — функцію війта (можливо, Володимир Іванов).
Монумент Гузю донині стоїть у центрі села — створений з фрагменту пам'ятника священнику Боровському, вкраденого на Михайлівському цвинтарі. Це взірець ранньої культової творчості комуністів. Петро Гузь — становий козак, який пішов на співпрацю з радянським режимом. Його реабілітацією затято займалися сталіністи і в часи незалежної України, зокрема це відбилося у довідці про село на офіційному сайті Бахмацької районної ради. Попри Закон України про засудження комуністичного та нацистського режимів, місцева влада продовжує глумливу практику особливого вшанування Гузя — урочистими вінками.
Крім самого Петра Гузя, активно співпрацювали з радянським органами окупаційної влади голінці Кузьма Борода (в майбутньому голова більшовицької сільради, зокрема й під час геноциду 1932—1933, син — в'язень ГУЛАГ СССР), С. С. Панібратець — нащадок кріпацького роду, звільненого 1861.

## Період першої присутності комуністів
Базою червоного терору проти Голінки був повітовий центр — Конотоп. Окупаційна влада намагалася послабити вплив козачої Голінки на однойменну волость, тому перенесла частину установ до Гайворона. Голінка постійно чинила збройний опір, оскільки в селі були десятки ветеранів Першої світової війни та військ Держави Гетьмана Павла Скоропадського. На початку 1922 року козача рада постановила стратити голову волосного правління, який вдавався до систематичних грабунків Голінки. 3 березня 1922 вирок було виконано, а повітове управління ОГПУ почало масові арешти, зокрема й цілком сторонніх козаків. Зокрема, восени 1922 року з-під варти було звільнено козака Гапоненка, якого «хапнули» разом із справжніми учасниками збройного опору.
У цілому 1920-ті роки для Голінки стали часом систематичного комуністичного терору, а ще — силового нав'язування атеїзму. Спаплюжено пам'ятку козацького зодчества — Свято-Михайлівську церкву (у 1980-х на її фундаменті збудовано клуб), 1934 — свавільно закрито й другу церкву, Спасо-Преображенську. Понівечено найміцніші козацькі родини депортаціями до східних країв РРФСР (Оробеї, Носенки, Горбачі, Гапоненки, Козирі, Ріпи, Колодії).
Голінська молодь, спокушена ідеями комуністичного будівництва, потягнулася до навчальних закладів Конотопа та Ніжина. Але там запроваджено «становий апартеїд» — професійно-технічну та гуманітарну освіту (переважно у педучилищах) могли здобути лише ті голінці, які не були козаками, або ті, що офіційно, через пресу, зреклися своїх батьків. Частина молоді отримувала липові довідки про «бідняцьке походження», а 1929 ця молодь силувала своїх батьків до вступу у кріпосні установи — «колхози».
1923 існують дані про появу в селі членів молодіжного крила більшовицького режиму — так званих комсомольців. 1929 влада змогла мобілізувати цей молодняк проти батьків у Голінці, що не збиралися брати участь у сталінських колгоспах. Проти незалежних селян організовано цькування, вдавалися до депортацій та знищення господарств. Неорганізований опір придушували спецгрупи Конотопського НКВД СРСР.

### Колгоспна сваволя
1929 у селі створено першу примусову артіль незалежних власників та безземельних аутсайдерів — так званий колгосп «Гуртова нива» (на базі центру села). Його очолив Михайло Компа́нець (прізвисько Шарік). До 1933 у селі створено ще п'ять колгоспів:
- «1 травня» (куток Марковичівка), перший голова — Василь Іванович Ріпа
- «Імені Чапаєва» (куток Чайка),
- «Імені Димитрова» (куток Хільківка, перший голова — Андрій Арсейович Ріпа),
- «Нове життя» (куток Голубівка).

Проте восени 1932 року у Дмитрівському районі, до якого належала Голінка, почався масовий рух за вихід із колгоспів. Таких заяв за кілька місяців назбиралося близько 500. Відомо, що значна частина козацьких господарств взагалі ніколи не вступала в колгоспи, живучи з кустарного промислу або наймів у сусідів-колгоспників (серед таких Михайло Лівак). Ветеран Визвольних змагань Кирило Остапович Федоренко Осавула чинив активний спротив комуністичному бандитизму, його убито активістами на початку 1930-х років, а трьох небожат доведено до голодної смерти. Убивство Кирила Федоренка окупаційна влада оформила як страту заднім числом - за вигадані кримінальні злочини.
У цей же час посилився адміністративний та просто розбійницький тиск на селян, майно яких просто грабували. На весну 1933 адміністратори колгоспів контролювали практично все їстівне у Голінці. Це створило базу для організації терору голодом населення Голінки.

### Голодомор-геноцид
Кількість загиблих голінців в результаті акції геноциду, проведеного урядом СССР на території України, оцінюється очевидцями від 200 до 300 осіб — до 8 % від загального населення. У порівнянні з іншими областями УРСР, кількість убитих голодом не сягала 30-40 % чи навіть 80 % людей. Це пояснюється тим, що у Дмитрівському районі 1932 був надзвичайно врожайним, а акції насильницького вилучення продуктів харчування у Голінці хоч і були тотальними, але голінці застосували кілька успішних стратегій виживання: взаємовиручка, міграція до Конотопу чоловічого населення, локалізація стукацтва, у тому числі дитячого.
Також у Голінці опір створенню колгоспних господарств був систематичним та дружнім (хоча відомі факти «добровільного» входження до колгоспів через агітацію комсомольських активістів-голінців, зокрема Петра Носенка). Село не відзначено у підтримці повстанських загонів. Між тим факти примусової голодної смерті або від хвороб, викликаних голодом, були значними. Також був випадок суїциду, вчинений активістом колгоспного руху — на знак протесту проти голодної смерті односельців: Свідчення Компанця́ Петра Івановича, 1938 року народження:
|  | Наша сім'я була середняцькою і складалася із 9 чоловік (з них 5 дітей). У колгосп батько вступив, але 1938 року був виключений за участь в українських національно-визвольних змаганнях. 1932-1933 роки були врожайними, але ходили «буксири» - активісти з металевими ковіньками і вишукували все, що було їстівне. Від голоду померли дід, баба і брат. Брат у 1932 році, дід і баба у 1933. Поховані в селі Голінка. Під час голоду померло немало літніх людей села, але повністю сім'ї не вимирали. Було у селі багато «прийшлих» людей, які лежали на дорогах мертвими... |

Іван Демидович Яци́на, 1920 народження, підтверджує наплив голодних людей з інших регіонів України. Загиблих ховали на сільських цвинтарях, загальні поховальні ями не утворювали. Також не засвідчено фактів людоїдства.
|  | Сім'я була заможною, і ми не хотіли вступати до колгоспу. Нам погрожували розкуркуленням і виселенням, а батьки просили, щоб дали ще час на роздуми. Все ж таки нашу сім'ю розкуркулили, забрали все майно, навіть вишиті рушники та ікони. В хаті залишились лише стіл та лавки. ...Колгоспникам давали по 100 г хліба і 10 копійок. Тому їли все, що можна було знайти: макуху, квіти білої акації і цвіт конюшини. Від голоду в селі майже всі були пухлими. Багато людей помирало. Від голоду помер мій двоюрідний брат – Троць Іван Павлович, якому було 22 роки. Похований на місцевому кладовищі. По сусідству жив Троць Левко з двома синами. Увечері одного дня їх бачили живими, а вранці наступного дня знайшли мертвими. А в сім'ї Юхимцевих померли батьки, залишивши трьох малих дітей, про яких потім піклувався колгосп. Іноді дітей-сиріт віддавали в сім'ї колгоспників, які, виховуючи їх, отримували від колгоспу платню у вигляді хліба. Померло більше 100 односельчан... |

Найменше постраждали родини голінців, де були члени колгоспу. Є дані про існування особливих «колгоспних кухонь», а також про стихійний дитячий притулок для сиріт. Свідчення про Голодомор мешканців Голінки — козака Григорія Но́сенка (1888—1969), одного з перших колгоспників села та його дружини, уродженки с. Дептівка Марії Но́сенко (1892—1973) — переказані онукою Валентиною Мартинюк (Носенко; 1944-2018):
|  | На весну 1932 року було вже погано. У колгоспі за трудодні нічого не давали. Почали відбирати по хатах не тільки крупи, а й все насіння, що для городів. Не могли посіяти навіть капусту для себе. Поки було літо – варили юшку з лободи. Взимку – робили тільки „затірку”: клали у воду жменю борошна або висівок. Розколочували, трохи солили. Оце таке було у нас „гаряче”. Як ласощі варили сирий буряк. Хоч і його не було. Перед зимою не встигли зібрати колгоспний буряк. Люди голодували, але того буряка, що пропадав, не давали збирати – об’їжджчики на конях ганяли, били батогами. Тільки ніччю збиралися, ходили на поле викодлубувати той буряк, або картоплю. Руками вигрібали. Все гниле було, а ми їли. Ще що? Варили лушпайки. Зимою було найтяжче. Їли те, що раніше їли свині... |

Поіменні дані про жертви голодомору на території села Голінка, які містяться в Національній книзі пам'яті, незадовільні. В ній містяться всього 9 осіб (у тому числі діти):
- […] Борис Платонович, 1933 р., голод;
- Бо́гма Павло [...], 1933 р., голод;
- Бу́цька Єфросинія Григорівна, 1842 р.н., 1933 р., голод;
- Гапо́ненко Йосип Данилович, 1933 р., голод;
- Ги́рман Сергій Кузьмич, 1933 р., голод;
- Ма́рченко Григорій Петрович, 1931 р.н., 1933 р., голод;
- Ма́рченко Петро Павлович, 1887 р.н., 1932 р., голод;
- Троць Іван Павлович, 1933 р., голод;
- Троць Левко […], 1933 р., голод.

Фактичні жертви Голодомору 1932—1933 у Голінці:
- родина Юхимцевих;
- Сергій Гармаш, 15 років (куток Андріївка);
- Павло Гармаш, 10 років (куток Андріївка);
- Іван Гармаш, 8 років (куток Андріївка);
- батько родини Гармаш (куток Андріївка);
- мати родини Гармаш (куток Андріївка)[26];
- Михайло Васильович Носенко, 5 років (куток Хільківка);
- Василь Павлович Носенко, 38 років (у таборі втікачів на Донбасі, дизентерія на тлі голодування);
- Марфа Носенко (Гирман), 37 років (у таборі втікачів на Донбасі, дизентерія на тлі голодування);
- Леонтій Пащенко, понад 35 років (куток Чайка, тиф на тлі голодування);
- Параскева Гапоненко з немовлям (куток Чайка);
- Михайло Антонович Федоренко (куток Бичиха, хвороби на тлі голодування);
- Оксеня Боклаг (в шлюбі Гапоненко, куток Ринок)[27];
- шестеро дітей родини Прокопенків (по-вуличному Жовтуни́), при чому вижила лише сьома дитина — Марія.[28];
- шестеро дітей родини Максима та Параскеви Носенків(по-вуличному Федюки), зокрема Ганна Носенко, також вижила лише одна дитина — Андрій Носенко;
- троє дітей 6-14 років родини Параски Микитівни Грищенко.

Частково тему Голодомору в Голінці висвітлюють опитані нащадки його жертв — Федір Богма та Михайло Гирман.
Місця поховання убитих голодом нівечилися владою. Шанс на збереження мали могили, де не була зазначена дата загибелі — 1932 або 1933 рік.
Голодомор також як акт геноциду проти українського народу, прямо позначився на психології голінців, їх репродуктивній поведінці. Є підстави вважати, що селяни після 1932-33 років уникали створення багатодітних родин. Це запрограмувало демографічну кризу села Голінка, пік якої припав на третє постгеноцидне покоління — уродженців 1970-80-х років. Так, на 2008—2009 навчальний рік у школі не набрано 1-ий клас учнів — вперше за майже чотирьохсотлітню історію села.
Під час другого Голодомору 1932-1933 комуністи широко користувалися рабською дитячою працею, зокрема 10-річних дітей.

### Депортації та самодепортації
Під час підготовки до Голодомору комуністична влада проводила вибіркові арешти керівників незалежних господарств, формувала списки на депортацію. Частина голінців вдалася до самодепортації, випереджаючи неминучі конфіскації, арешт та висилку. Десятки родин подалися на Донбас (зокрема, родина Василя та Мархви Носенків із трьома дітьми) та Кубань.
Загальна кількість депортованих встановлюється, але побічні факти дають право назвати цифру до 600 осіб (фактично, кожен десятий голінець). За свідченням Олексія Ковалевського (1928 р.н.) до Голінки 1934 року привезено понад 100 родин росіян, яких розселено якраз по господарствах депортованих людей. За кілька років «руських» комуністи вивезли назад, до Росії — проект голодоморної російської колонізації на Чернігівщині провалився. Більшість цих господарств стояло пусткою до приходу німецької влади — вона провела часткову реституцію майна, відібраного у власників комуністами. Відомі також факти повернення сиріт із депортованих та самодепортованих[яких?] родин (зокрема, з Донбасу повернувся до Голінки син загиблого від голоду Василя та Мархви Носенків — Дмитро Носенко, нащадки живуть у Києві, Мінську та Дніпрі).
Точна кількість уродженців села Голінка — жертв сталінського терору — досі невідома. Іван Горбач, 1919 р.н., прямо студентом механічного технікуму «Головвагонпрому» заарештований 25 січня 1936 р. Засуджений Харківським обласним судом 26 травня 1936 р. за ст. 54-10 ч. 1 КК УСРР до 2 років позбавлення волі. Реабілітований Полтавською обласною прокуратурою 14 березня 1995 р. Таких доль — багато.
Комуністи винищували голінців і на території українських колоній у Азії: на Зеленому Клину та Сірому Клину. Зокрема, органи НКВД СССР у лютому 1938 убили козака Семена Хілька — одного з засновників села Тахтабрід Північноказахстанської області Казахстану, який чинив опір грабункам комуністів.

#### Жертви червоного терору
Імена окремих жертв червоного терору:
Гончар Сава Микитович, 1913 р.н. Освіта початкова. У 1940-х роках мешкав у Конотопі, поїзний майстер вагонного депо. Заарештований 13.06.1944. Військовим трибуналом Московсько-Київської залізниці 26.06.1944 за ст. 54-1 «а» КК УСРР засуджений до позбавлення волі на 10 років. Реабілітований 5.09.1996 прокуратурою Сумської обл.
Гапоненко Іван Михайлович, 1902 р.н. Освіта початкова. У 1937 р. мешкав у Конотопі, бухгалтер вагонного депо. Заарештований 18.11.1937. Трійкою при управлінні НКВД по Чернігівській обл. 21.11.1937 за ст. 54-10 ч.1 КК УСРР ув'язнений у ВТТ на 10 років. Реабілітований 13.05.1955 транспортною колегією Верховного Суду СРСР.
Гудима Дмитро Денисович, 1905 р.н. Вища освіта. У 1937 р. мешкав у Луганську, інспектор навчального комбінату тресту «Ворошиловградшахтобуд». «Трійкою» при Колегії ДПУ УССР 29 грудня 1937 р. засуджений до 10 р. позбавлення волі. Реабілітований у 1955 р.

## Друга Світова війна

### Пакт Молотова — Ріббентропа
Після укладення союзу СРСР з нацистською Німеччиною, 1939 відбулася часткова мобілізація голінців на війну проти Фінляндії (зокрема, Іван Мигирич та Василь Бильда). Василь Бильда у Фінляндії, знищений фінськими силами оборони 14 березня 1940 поблизу села Інкіля. Водночас голова голінської сільради Федір Ракша відправлений в окуповані регіони західної України для проведення радянізації краю.

### Німецьке вторгнення
Німецькі війська увійшли до села 11 вересня 1941. Сталінська влада не змогла організувати диверсійні загони в околицях Голінки з огляду на ворожість місцевого населення. За два роки присутності німецької адміністрації ліквідовано двох осіб, винних в організації ідеологічних убивств на території села (брати Книші розстріляні за участь у більшовицьких депортаціях односельців та грабунках продуктів під час Голодомору 1932—1933, також вони вдалися до мародерства у вересні 1941-го).[джерело?]
Німецька влада розпустила кріпацькі господарства радянського типу (колхози), сформувавши дрібні «громади\фільварки». Проведено часткову реституцію майна голінцям, незаконно відчуженого комуністами у період з 1929 по 1941 (зокрема, повернути хати родинам Гузів та Носенків).[джерело?]
Відновлено церковне життя — на Великдень 1942 працівник голінської жандармерії Микола Проценко особисто встановив на банях Спасо-Преображенської церкви хрести, також встановлено дзвони, які від росіян переховували голінці, проводилися регулярні богослужіння. Але саме на Великдень 1942 на службу Божу та освячення страв прийшло майже все село — люди стояли довкруг церкви у три щільні ряди, старі й діти. Козак Павло Мигирич 1929 р.н. згадує:[джерело?]
| Це вже було тепло, було якесь велике свято і мене взяла бабуся за руку і повела в церкву. Там посходилося море людей, усі були в такому торжественному настрої, хтось і плакав. І цей, із жандармів, Микола Проценко заліз на баню і сам встановлював хрест, який були скинули. Казали, що Проценко сам займався тими хрестами, зробив закльопки у кузні - вони тепер виблискували... |

### Органи місцевого самоврядування
До загонів самоуправління села Голінка вступили добровольці-односельчани (зокрема, також колишній працівник царської жандармерії). Вони активно проводили декомунізацію життя села, ліквідовували сталінську символіку, демонтували пам'ятник комуністу Петру Гузю (мармурові тумби кинуто у меліоративні канали), відновлювали церковне життя.[джерело?]
Склад Голінської жандармерії та органів самоуправління 1941—1943:[джерело?]
- староста (комендант) Голінки — Вернигора;
- начальник відділу поліції — Микола Проценко;
- уповноважений відділу поліції — Ілько Федоренко;
- уповноважений відділу поліції — Довгопол;
- Михайло Скиба;
- Йосип Скиба.

Ілько Федоренко, Михайло та Йосип Скиба у вересні 1943 евакуювалися до Німеччини, де потрапили у Ді-Пі табори, а звідти американська окупаційна адміністрація дала їм дозвіл на еміграцію до Австралії — з огляду на смертельну небезпеку в разі їхньої депортації до СРСР.[джерело?]
Німецька адміністрація у Голінці займала оселю колишнього станового, поблизу обійстя Грицька Носенка, на кутку Хільківка, а також хату козака Костянтина Андрієнка — на Андріївці. У той же час голінцям була доступна німецька військова амбулаторія, яка надавала фахову допомогу хворим, у тому числі родині комуніста Олексія Потебенька (німецький лікар порятував матір майбутнього Генерального Прокурора України Михайла Потебенька, а також лікував самого хлопця).[джерело?]

### Остарбайтери
З огляду на зростаюче безробіття, у селі проводилися регулярні набори молоді 1925-27 років народження на роботу до Німеччини (зокрема, до Франкфурту працювати укладчиком залізничних колій поїхав Павло Кузьмович Борода (1925-2017)). Набори до Німеччини, починаючи з 1943, частково були насильницькими. Цьому не змогли протиставитися ані комендант Вернигора, ані громада села.
До Німеччини зголошувалося і доросле населення Голінки, яке очолювало десятки молодих працівників. Але їхали й люди з непевною репутацією, яким пропонувалося знайти себе на цивільних територіях Рейху. До таких належав недавній секретар Сумського райкому КПУ Костянтин Білодід, який покаявся за участь у комуністичних злочинах і відмовився брати участь у диверсійних загонах НКВД, переїхавши до села Голінка, де працював ковалем Ця кампанія не йшла у жодне порівняння з 1930-ми роками, коли російські комуністи проводили масові депортації голінців на каторжні роботи на шахти Донбасу.
Крім того, сталіністи майже автоматично відправляли до своїх концтаборів тих голінців, які поверталися з Німеччини. Так, юний Павло Кузьмович Борода став в'язнем концтаборів у Сибіру до кінця 1950-х років.

### Відступ німецьких військ з Голінки
За спогадами мешканців сусіднього села Тиниця, саме на Голінку відступала бахмацька група німецьких військ на початку вересня 1943 року.
| Німці покидали наше село вночі, 9 вересня 1943 року. Зібрали всі свої пожитки і рушили шосейною дорогою до Голінки, а потім до Дмитрівки. Дуже багато німців загинуло в с. Голінці, тому що там розвідка (диверсійна група) зірвала міст. Було чимало взято німецьких солдат в полон, відібрано зброю. У боях за село загинуло 385 (сталінських) солдат. |
На території старого сотенного цвинтаря збереглася також могила солдата німецького Вермахту, облаштована його сином, громадянином комуністичної Німеччини (православний хрест під грушею). Він приїздив до села у 1960-ті роки, насваривши місцеву владу за нехлюйське ставлення до військового поховання.
11 вересня 1943, під час захоплення Голінки сталінськими військами, скоєно військовий злочин: без суду розстріляно військовополоненого німецької армії, ім'я якого досі не встановлено. Того ж дня сталіністи взяли село під повний контроль.

### Мобілізація до Червоної Армії
Після повернення військ СРСР проведено масову мобілізацію, зокрема дітей з неповних родин, що стало ще одною формою геноциду української нації з боку уряду Йосипа Сталіна. У результаті число голінців, які потрапили до діючої сталінської армії, склало 658. Дві третини мобілізованих (412 осіб) вбита у бойових діях двох злочинних режимів, більшість — страчена через примус до форсування Дніпра без зброї і шансів вижити (листопад 1943).
Ще близько ста осіб померли від ран та незадовільного лікування після демобілізації (декому не допомогло навіть членство у ВКП(б) — у муках, без фахової медичної допомоги, помер комуніст Іван Григорович Носенко (1918-1948) та Олексій Кузьмович Потебенько, батько Михайла Потебенька, обоє поховані на голінських цвинтарях). З боку влади ставлення до решти інвалідів війни, яких повернули в Голінку, було зневажливим та підозріливим (контуженого під Будапештом 1945 Максима Носенка військкомат просто викинув у центрі села, його відтягнула у рідну хату дружина Параскева (Горбач) — період реабілітації у власній хаті він проходив під час Третього Голодомору 1946—1947 років).
Крім того, голінська молодь, мобілізована до складу радянської армії восени 1944, незаконно утримувалася в її лавах аж до 1951 (понад сім років). Частина з них перебувала на каторжних роботах в окупованому Азербайджані та Ірані, натомість рідне село зазнавало нових тортур голодом 1947. Від цієї злочинної акції комуністів потерпіла і родина Михайла Потебенька — майбутнього Генерального Прокурора України. Його, голодного напівсироту, комуністи силували до важкої фізичної роботи у колгоспі. Дали спокій тільки коли надірвався і потрапив на операційний стіл у Дмитрівці:
| Михайло Потебенько народився 1937 року в селі Голенка Бахмацького району на Чернігівщині. На його дитинство випали війна, голод, від якого пухла сім’я. Заготовлену на зиму картоплю тоді вкрали мародери... Врятували сім'ю лише жолуді, на яких Потебеньки протягли до весни |…
Влада винагороджувала слухняних — 223 примусово мобілізованих голінців отримали відзнаки сталінської армії.

## Період другої присутності комуністів

### Голодомор 1946—1947 і новий політичний терор
Арешт всього чоловічого населення Голінки під виглядом мобілізації 1943 року і часткове убивство арештованих шляхом насильницького форсування Дніпра, все одно не давали сталіністам гарантій спокою в окупованій Україні. Утримуючи голінців у військах до 1950-х років, комуністи розгорнули новий терор голодом у їх рідному селі. До виконавців нового Голодомору знову залучили місцеві кадри, але керував процесом росіянин, голова сільради Іванов. За його наказом, людей примушували до сплати непосильних продуктових податків. Незгодних він бив особисто, погрожуючи зброєю, саджав до холодної.
Восени 1946 року у Голінці почався масовий голод. Частина голодуючих, зокрема опухлі, знайшли притулок у Рубанській сільській лікарні, де діагноз глибоке примусове голодування медпрацівники шифрували як F11 (червоним олівцем) — як і в 1932—1933 влада строго забороняла фіксувати сам діагноз голод. Тим часом, у селі почалися крадіжки їстівного, зокрема діти й підлітки цілими зграями полювали на городину у льохах сусідів. Свідченням цих голодних психозів у Голінці став Михайло Потебенько, майбутній Генеральний прокурор України — у батьківському льосі голодні діти також викрали картоплю. Пухлими були практично всі діти й підлітки кутка Гузівка, зокрема багатодітна родина Параскеви Мигирич.
Водночас не припинявся політичний терор проти населення. Типовий випадок: за доносом односельця про розказаний анекдот (комічний герой — Сталін) арештовано й засуджено колишнього станового козака Дмитра Носенка . Він потрапив до ГУЛАГу і перебував там до смерті шефа СССР. Повернувся до рідного села горбатим.
За доносом Михайла Потебенька про дезертирство, просто на території сільради убитий син станового козака Федір Богма. Тяжкий кримінальний злочин організував сам голова сільради Іванов. Під час незаконного, провокаційного допиту Богми, він наказав йому бігти, а потім убив його кількома пострілами у спину. Залишивши сиротою Івана Богму, терорист Іванов не поніс жодного покарання, далі мордуючи підлітків та жінок фронтовиків.

### Господарство
У післясталінський час — успіхи у тваринництві, зокрема під керівництвом голінця Дмитра Пащенка (зразкова доярка Віра Лазоренко). Разом з тим скоротили кількість колгоспів — з п'яти до двох: «Імені Жданова» (Михайлівська сторона Голінки) та «1 травня» (Спаська сторона Голінки). Відразу після війни колгосп очолював управлінець Ганджара́ із с. Великий Самбір («сандвірець», полковник сталінських військ). Саме при ньому — нові спроби електрифікації села.

### Електрифікація
1951 почалися спроби часткової електрифікації та радіофікації. Але включено в загальноукраїнську систему постачання електрики лише 1970.
В селі працював власний радіовузол, який готував новини села та колгоспів («Говорить Гольонка»).
1955 споруджено два пам'ятники на колективних могилах сталінських солдат, поновлено й монумент збольшевиченому козаку Петру Гузю, ліквідованому 1918 воїнами УНР. На рівні сільради відзначається день приходу до села сталінських військ — 11 вересня.

### Брежнєвщина
На квітень 1972 у селі проживало 2,450 чол, було 933 двори. Сільраді підпорядковувалися населені пункти Ополонське та Шумейків.
У Голінці перебував центральний офіс колгоспу «Україна» (7 300 га землі, у тому числі 6,050 орної). Зберігся післявоєнний господарчий профіль — зернові та м'ясомолочне виробництво. 36 тракторів, 11 зернових комбайнів, 22 автомашини. Показники тваринництва: 2,8 тис. голови великої рогатої худоби, 860 голів корів, 3,3 свиней, 940 овець, 14 тис. голів птиці (зав. птахофермою Я. Книш).
З 1967 почалося будівництво восьми тваринницьких приміщень, зведено нову колгоспну їдальню.
Працювала сільська шляхова бригада, яка брукувала автодороги районного значення. Відносна господарська стабільність.
У школі — 30 вчителів, бібліотека (10 000 кн.). Із школярів організовано духовий оркестр, який виступав на комуністичних святах, також з'являвся і на похоронах. Клуб на 350 місць із стаціонарною кіноустановкою, лікарня на 25 ліжок, аптека, універмаг, поштове відділення. У приватному володінні вже були сотні телевізорів, 120 мотоциклів.
На початку 1960-х років — знову закрили Спасо-Преображенську церкву, яку переобладнано на сушарку для тютюну та сільськогосподарський склад, що спричинило її пожежу (26 червня 1986). Початок масової міграції голінської молоді до міста та за кордон (Конотоп, Бахмач, Чернігів, Суми, Київ, Харків, Донбас, регіони РРФСР), де до 1972 здобули освіту лікарів (12 осіб), вчителів (130 осіб), офіцерів совєцької армії (45 осіб). Але більшість мігрантів опинилися на низькооплачуваних та непрестижних робочих місцях, поповнивши ряди міського пролетаріату.

## Незалежна Україна

### Політичні зміни
Після проголошення Акту про державну самостійність, у селі ліквідовано окремі окупаційні символи: пам'ятник Ульянову (Леніну), центральна вулиця перейменована і тепер носить назву Незалежності. Збережено монументи комуністу Гузю (1918) та жертвам сталінських мобілізацій (1960-ті рр.). Символом совєцької присутності певний час був бойовий танк поблизу школи. Щоправда, його продано одному з колекціонерів військової техніки (2008).

### Економічні зміни
Загальна економічна криза, пов'язана із стихійним процесом деколонізації України, боляче вдарило по Голінці на початку 1990-х. Ліквідовано потужний свинарський комплекс, розрахований на 6,000 голів. Розвал аграрного сектора, нова хвиля масової еміграції до міст та за кордон, насамперед до Російської Федерації і Біларусі. У селі, де завжди гостро стояло земельне питання, утворилися цілі гектари необробленого ґрунту. Утворено КСП «Україна».
Працюють колективні господарства: фермер-орендатор з Німеччини та фірма «Агро-Дім», яка з 2010 активно перебирає на себе земельні паї голінців. Голінську філію «Агро-Дім» очолював до 2010 року колишній працівник СБУ Олександр Гаврилович Копа. Розвивають конярство, вівчарство, м'ясо-молочне тваринництво — мають 134 корови (2010). На східній околиці села впроваджено інтенсивне свинарство на базі данських порід (2015).
Розвинуте дрібне приватне молочарство (понад 4,000 тонн молока на добу) — покупцями є комбінати Ніжина (30 %), Куликівки (50 %), Бурині (20 %). Агенти комбінатів утримують низькі ціни на молочну продукцію — до 16 гривень за відро молока (2 долари) з 4 % жирністю — 2010.

### Криміногенна ситуація
У селі немає постійного дільничого міліціонера. Проте вони час від час з'являються під час сільських свят. Також поодинокі сторожі виставляє в селі служба ДАІ.
У 1990-х в селі зареєстровані нелегальні плантації конополі — наркотичної сировини. Як правило, безробітна молодь так намагалася заробляти на життя. Аби порятувати молодь від тюрми, частина голінців пенсійного віку брали на себе кримінальну відповідальність, отримуючи умовні терміни. Це була одна з форм традиційної «криміналізації» сільського населення, що сковувало їх економічну активність та наміри добитися відшкодувань за незаконне володіння козацькою землею (1929—1991).
2001 у селі виявлені значні порушення природоохоронного законодавства, зокрема незаконна рубка 50 дерев. Збитки, заподіяні навколишньому природному середовищу, оцінені у 24 948 грн. Матеріали «голінської порубки» розглядала природоохоронна прокуратура.
З огляду на відсутність газу, у селі в осінньо-зимовий період часто трапляються пожежі. В опалювальний сезон 2010—2011 згоріло чотири хати.

### Культурне життя
У селі дві бібліотеки — сільська та шкільна. Застарілий книжковий фонд, який істотно не поповнюється державою 28 років. Шкільна бібліотека 2010  отримала близько 100 одиниць нової літератури — навчальної, пізнавальної та художньої — як дарунок вихідців із Голінки.
2007 зареєстровано першу газету «Голінка» (ред. — А. Поважний), яка присвячена історії села. Вийшло кілька номерів.

### Структура населення села (2012)
На території села 494 двори, де проживає 695 чоловік. З них 37 діти дошкільного віку, 60 — шкільного, 296 — пенсіонери, 302 — працездатні. Кількість виборців — 585 чоловік.
У селі 93 особи пільгових категорій:
- учасники воєн — 74;
- діти війни — 115;
- учасники бойових дій — 5;
- інваліди Другої світової війни — 2;
- багатодітні родини — 2 (загалом 6 дітей).

### Російсько-українська війна (2014—2025)
З початком російсько-української війни у березні 2014 року, на території окупованого Криму опинилися до 20 осіб голінського походження (зокрема, у місті Феодосія). У травні до війська прикликано двох мешканців Голінки, селищна рада провела збір коштів для придбання індивідуального захисту (бронежилети). У червні до села евакуювалися кілька родин із зони АТО (Катерина Гергель та Ярослав Лук'яненко — уродженці Голінки). Тоді ж, за розпорядженням Бахмацької районної адміністрації, у селі почав формуватися Батальйон оборони Голінки (записалося 11 добровольців). З огляду на відверту підтримку агресії Росії з боку патріарха Кирила (Ґундяєва), у місцевій Спасо-Преображенській церкві припинено його поминання. Отець Віталій (Темчур) також записався до загону територіальної оборони як сапер.

### Повномасштабна російсько-українська війна (2022)
Село Голінка окуповано на другий день після повномасштабного вторгнення РФ в Україну — ввечері 25 лютого. До села увійшла колона російської бронетехніки з боку Конотопського шляху в кількості понад 100 одиниць. Колона танків, самоходної артилерії та бензовозів розтягнулася від Конотопського до Гайворонського шляху. З початку березня напрямок руху російських окупаційних військ через Голінку змінився — техніка заходила з боку Дептівки, форсуючи річку Ромен по мосту в районі кутка Голубівка. Бронетанкові війська ЗС РФ рухалися через Голінку транзитом на Гайворон, Рубанку, Смолове та Мартинівку, тримаючи курс на Ніжин та Київ. У середині березня російська війська встановили низку блокпостів у селі Голінка, зокрема найбільший на перетині доріг в районі кутків Ґедзеківка, Ринок та Храпалівка.
За попередніми даними, у Голінці та її околицях росіяни вбили три корінних мешканці села. Низка будинків на Конотопському шляху, Голубівці та Хоруженківці зазнали танкових та автоматних обстрілів.
Втеча російських окупантів із Голінки відбувалася протягом 31 березня — 2 квітня 2022 року. У бік Дептівки виведено сотні одиниць бронетанкової техніки та систем залпового вогню. Одна з таких систем була підірвана на трасі «Гайворон-Голінка».
16 липня 2024 року-російські війська вдарили ракетою Х-59 по селу Голінка .

## Релігійне життя

Спасівський молитовний будинок Московської патріярхії у с. Голінка (колишній будинок лікарні)

### Історія
Перша православна громада створена у Голінці під омофором Константинопольського Патріархату.
У селі існувало дві церкви. Св. Архангела Михаїла — з часів заснування села (перша згадка 1649, дерев'яна). У часи св. Філарета Гумілевського, єпископа Чернігівського, почалося (згідно з ДАЧО, ф.679, опис 1, справа 207 «Исповедные ведомости Конотопского уезда за 1791 год» с. Голенка (стр. 209—234), у 1791 р. уже «исповедовались в ней», а Філарет ще не народився. Може відбулася перебудова або спорудження нового приміщення) спорудження другого, Спасівського храму, а закінчено, очевидно, за єпископа Варлаама Денисова (1867). Обидва храми комуністи довели до запустіння, а у 1980-х Михайлівський храм розібраний, а Спасівський згорів.
.

Дерев'яна Спасо-Преображенська церква с. Голінки Збудована 1886, згоріла 26 червня 1986 року

З особою св. Філарета (Гумілевського), єпископа Чернігівського, пов'язане знакова подія для села. Під час епідемії чуми, яка лютувала у Конотопському повіті 1866, владика рушив у подорож південними благочиннями єпархії і став, очевидно, першим єпископом, який відвідав Голінку. Проїжджаючи повз Михайлівський храм на трійці коней, він зупинився і здійснив пророцтво, яке передається голінцями із уст в уста: «Цю церкву сатана поглиньоть»
Справді, церква св. Архангела Михаїла зазнала наруги першою — у 1920-ті роки. Друга — Спаська — згоріла (або спалена) 26 червня 1986. На фундаменті Михайлівської церкви збудовано сільський клуб — його видно в основі нової будівлі. Фундамент Спасівської церкви стоїть пусткою, захаращений кущами. Існує ідея відновити Спасівський храм на старому фундаменті, який є цегляним і добре збереженим.

### Ліквідація церковного життя
У березні 1961 розпочалося листування сільської ради з управлінням у справах РПЦ з метою закрити Спасівську церкву. Клопотання укладено за загальною схемою, напрацьованою хрущовською владою у роки нових гонінь на православних: Голінська сільська рада свідчила про слабку активність парафіальної 20-ки — службу правили лише тричі на рік; аварійний стан приміщення; у селі не було постійного священика; селяни «задовольняли релігійні потреби» у сусідніх селах; намір сільської ради перепрофілювати будівлю церкви на шкільне.
Всі ці дані були брехливими або частково правдивими. Бо в селі щонеділі та на всі свята служив отець Кирило Гирич, при чому здійснював хресні ходи до «вдової криниці» під час посух; у церкві служив диякон із голінців; продовжував діяти повноцінний парафіяльний хор, у якому реєнтихою була дружина одного із колишніх голінських дяків; церква без будь-якого ремонту простояла цілою від 1961 року аж до 1986-го і загибла у пожежі, а не через руйнування; будівля церкви після закриття так і не була переобладнана у шкільне, а була використана як колгоспна сушарка для тютюну, що тільки посилило небезпеку пожежі.
Дозвіл на зняття з обліку Спасо-Преображенської парафії села Голінка надано Управлінням у справах РПЦ УССР 15 червня 1961 року.
У всі роки атеїстичної пропаганди збергіся звичай «храмувати» відповідно 21 листопада — на день св. Архістратига Михайла, та 19 серпня — у день Преображення Господнього (Спас). Саме на Спаса до села з'їжджається найбільше людей — колишніх голінців.

### Сучасний стан
1992 документами на парафію заволоділи послідовники Харківських зборів єпископів РПЦ, вони зайняли церковне приміщення, облаштоване у цегляній будівлі колишньої лікарні. Встановлено одноярусний іконостас, образи якого намальовано уродженкою Голінки. Зусиллями парафіянки Марії Гришко встановлено 5 невеличких бань, які зроблені з дерева ще в атеїстичні 1980-ті роки. Підлога з коричневого, лікарняного кахлю, стіни не розписані, у лівій частині храму облаштоване місце для хору та церковної лавки. Зовні вибілена крейдою, дах пофарбований у блакитний колір.
У кількох місцях стіни дали тріщину.
У серпні 2014 сюди доставлено перший пам'ятний дзвін на 120 кілограм ваги, відлитий у Перемишлі — дар для села нащадка голінського козака з Казахстану Сергія Гузя.

### Голінський церковний хор
До 2018 діяв Голінський церковний хор, у якому збереглися старовинні традиції літургійного співу: у ритміці, мелодиці, акцентації, «досинодальної» вимови церковно-слов'янських текстів (загалом відповідають українській вимові, зокрема сильним твердим «ч»). До 2010 регентом хору була Феодосія Марченко (похована у селі Прогрес).
Учасники хору (2010):
- Ніна Петрівна Колоді́й, (1944-2013) р.н., реєнтиха хору;
- Катерина Максимівна Горова́, 1945 р.н., учасниця хору;
- Лідія Костівна Шкребко́ (Носенко), (1944-1921) р.н., учасниця хору;
- Марія Пилипівна Шаба́лін (Гришко), (1927-2020) р.н., учасниця хору, дочка голінського повітового судді;
- Віра Іваніван Шевче́нко, 1951, р.н., учасниця хору;
- Василь Тимофійович Паліє́нко, (1940-2015) р.н., непостійний учасник хору, вірний УПЦ КП.

### Церковна адміністрація
Громада перебуває в канонічній ізоляції, а за бгослужіннями поминають єпископа Російської православної Цекрви у Ніжині Олега Вечерю. Загалом священики у селі не жили з 1967 по 2012, з 2021 представник МП полишив село.
Настоятелі Спасо-Преображенського храму села Голінка (ХІХ-XX століття)
Відомство Православного сповідання Російської імперії:
- родина Ярославських-Казановичів (до 1830-х років);
- ієрей Яків Колосовський (1876, помічний священика Михайлівської церкви Михайла Матвієнка)[43];
- ієрей Олександр Морозов (до 1896 року, після цього заштатний священник);
- ієрей Костянтин Доброгаєв (1896—1918), проживав у с. Голінка, українець (уродженець колишнього Стародубського полку).

Большевицька окупація 
Конфесійна приналежність невизначена: 
- у період з 1934 по 1941 рік служби Божі у Спаському храмі перервала російсько-більшовицька окупаційна влада.

Німецька присутність 
Конфесійна приналежність не визначена, а з 1943 - сталінська Московська патріярхія:
- протоієрей Володимир Єршов (1941—1942), проживав у с. Дептівка, росіянин (кацап)
- ієрей Яків Кириченко (1942—1953), проживав у селі Голінка, українець (уродженець села Рябухи).

Друга большевицька окупація 
Український Екзархат Московської патріярхії:
- ієрей Фрол Йосипчук (1953—1955), проживав у с. Голінка, українець (родом із села Глибочок, Рівненська область);
- ієрей Кирило Гирич (1955—1961, загинув 1967), проживав у с. Голінка на кутку Троцівка, українець (уродженець села Красний Колядин);

Український Екзархат Московської патріярхії:
- протоієрей Віталій Рожик (1990—1992), у Голінці не проживав. Нині служить у селі Піски Бахмацького району, українець.

Харківська розкольницька ієрархія у складі МП:
- Анатолій Романюк (1992—1997), у Голінці не проживав. Нині працює у храмі РПЦ м. Миколаїв, українець;
- Володимир Григор'єв (1997 — 28 липня 1998), у Голінці не проживав. Мав нарікання за зловживання алкоголем;
- Володимир Хаваліц (19 грудня 1998 — 13 жовтня 2008), у Голінці не проживав. Випускник Київської духовної академії Московської патріярхії (2003), працює у Миколаївському храмі міста Ніжин в неканонічній структурі МП, уродженець Бершадського району Вінницької області;
- Віталій Темчур (14 жовтня 2008-2021), проживав у Голінці з весни 2012 до весни 2021. Колишній монах Видубицького монастиря УПЦ Київського патріярхату, вивержений із чернечого чину. Уродженець Чернігівського району Чернігівської області, українець. Легендований як «піп-розстрига» і скерований з Голінки в ЗСУ. На його місце тимчасово призначений Сергій із північних районів Чернігівської області.

Староста голінського молитовного будинку — Микола Іванович Куцевол.
Один представник розкольницької групи РПЦ служить на дві громади МП: у Гайвороні та Голінці.
Настоятелями Михайлівського храму села Голінка був рід священників Боровських-Самойловичів (з 1725 року до XX століття). У 1920-х роках у церкві служили два священики — один прихильник Синодальної церкви із центром у Москві, другий — за автокефалію УПЦ, при чому останній домагався служб українською мовою. Церква закрита під час Другого Голодомору 1932-1933, не відновлювала свою діяльність, а будівля самого храму переобладнана під клуб. 1986 будівля храму розібрана, а на його місце зведено цегляний Будинок Культури.
у вересні 2021 проведено перші збори Михайлівської релігійної громади, а 12 жовтня 2021 подані документи на реєстрацію відновленої Михалійської парафії у складі Православної Церкви України (номер у Диптиху 16). Настоятель - декан Бахмацького благочиння Чернігівської єпархії ПЦУ, протоієрей Володиимир Павлина.

### Обряди церковного календаря
Часом священство намагається боротися із поширеними навколоцерковними забобонами селян, відмовляється пити алкоголь на поминках, цвинтарі і т. д. За свідченнями о. Віталія, у Голінці збереглися старовинні великопісні традиції, які зникли у сусідніх селах:
|  | Тут добре знають і виконують уставне правило Великого посту - у перший тиждень читаються по хатах великопосні молитви. Це така прозьба про прощення гріхів. Я був здивований, що в Голінці, де церкви й священика не було багато років, ця традиція жива. У тому ж Гайвороні цього нема... |

Уставні правила Православної Церкви, вочевидь, строгіше береглися саме в козацьких селах Чернігівщини, де віросповідання було, крім усього іншого, додатковою формою легітимації козацького землеволодіння. Хоча тепепр голінські землі знецінені, а козацького стану — немає, та фундаментальність дідівських настанов, які кореспондуються з питаннями власності, збереглася.

### Специфіка хрестин
Село строго дотримувалося традиційного обряду хрестин до 1960-х років XX століття. Хоча в родинах комуністів траплялися вже й нехрещені діти 1940-50-х років народження. Хресними брали одну пару — чоловіка та жінку, як правило родичів, або ж мешканців сусідніх сіл.
Цікава специфіка — хрестини «безбатченків», тобто немовлят, народжених не в шлюбі, або від невідомої людини. До 1950-х років траплялися випадки, коли жінка, яка народила поза шлюбом, відселювалася її батьками з хати до господарського приміщення. Так трапилося в козацькій родині Антона Хілька, який відселив до клуні дочку Ганну, яка поза шлюбом народила дитину. Похресницею дівчинки Ольги стала козацька суддя Наталка Ковалевська, яка мала обов'язок ставати хресною матір'ю дітям без батька (з тієї ж оказії вона стала похресницею Івана Редяна (1944—2012).
Інститут козацького судді — громадського наглядача за традиційним козацьким етикетом села Голінка, зник разом зі смертю Наталки Ковалевської, яка була остання обрана на цю посаду людина.

## Голови й старости Голінської сільради
| Ч. | Голова сільської ради (Старости) | Період діяльності                                                          | Характеристики |
| 1  | Кузьма Борода́                    | 1930-1937                                                                  | З козаків |
| 2  | Федір Самійлович Ракша́           | 1937-1939                                                                  | З голінських козаків. Урядом СССР відправлений на совєтизацію західних областей України                                                                           |
| 3  | Анти́пенко                        | 1939-1941                                                                  | Приїжджий. Утік разом зі сталінськими військами |
| 4  | Па́щенко                          | 1941-1943                                                                  | З голінських посполитих. По-вуличному Марусенко |
| 5  | Василь Петрович Гапо́ненко        | 1968- 1972                                                                 | З голінських посполитих |
| 6  | Іванов                           | 1946-1948                                                                  | З мешканців села Дмитрівка. Інвалід (без ноги), затятий комуніст, організатор Голодомору 1946-47                                                                  |
| 7  | Василь Андрійович Бо́клаг         | ?-?                                                                        | З козаків |
| 8  | Олексій Федорович Шевче́нко       | ?-?                                                                        | З козаків. По-вуличному Альошко́. |
| 9  | Іван Григорович Лу́цик            | 1981-198??                                                                 | З козаків. Вчитель фізики у Голінській середній школі. По-вуличному Кулон.                                                                                        |
| 10 | Сергій Ілліч Артю́х               | 1972-1977                                                                  | З козаків мазепинської доби. Також багаторічний голова колгоспу. Повісився у хаті на кутку Гапонівка, страждаючи на рак сечовика.                                 |
| 11 | Анатолій Михайлович Си́волозький  | 1977-1980                                                                  | Із села Рубанка. Засуджений за фінансову діяльність разом із групою голінських економістів.                                                                       |
| 12 | Василь Підга́єць                  | 1980-1981                                                                  | Із м.Бахмач |
| 13 | Василь Павлович Лихи́на           | 1981-1982                                                                  | З Полтавської області. У 1990-х повернувся на батьківщину |
| 14 | Іван Мусенко                     | 1990-1992                                                                  | 1958 р.н. Із Бердянська (одружений із бахмачанкою). Провів часткову декомунізацію села — ліквідував пам'ятник Леніну, перейменував вулицю Леніна на Незалежності. |
| 15 | Валентина Миколаївна Козир       | 1992-2006                                                                  | Не голінська. Загинула в автокатастрофі. |
| 16 | Наталія Петрівна Вернигора       | 2006-2020                                                                  | Із Черкаської області. Вийшла за голінця. Членкиня Партії регіонів.                                                                                               |
| 17 | Наталія Петрівна Вернигора       | Сільради та посада голови Сільради ліквідовані. Запроваджено старостатство | Із Черкаської області. Вийшла за голінця. Членкиня Партії регіонів.                                                                                               |

### Голови колгоспів та постсовєцьких господарств
| Ч. | Голова колгоспу (агрофірми)   | Період діяльності                          | Характеристики |
| 1  | Іван Васильович Федько́        | 1982-1991, КСП та СТОВ «Україна» 1991—2006 | Із села Тиниця. У Голінці постійно не жив. При ньому згоріла Спаська церква, зруйнована Михайлівська (під клуб) та понівечений церковний цвинтар |
| 2  | Олександр Гаврилович Копа     | 2006-2010, СТОВ «Україна»                  | Із міста Бахмач. У Голінці постійно не жив. Розвиток мисливської інфраструктури                                                                  |
| 3  | Олександр Іванович Кушніренко | 2010-2015, СТОВ «Україна»                  | Із Носівського району Чернігівської області. У Голінці постійно не живе. Допомога православній церкві, соціальна робота.                         |

Починаючи з 1977 і до сьогодні корінні мешканці села Голінка ні головами сільської ради, ні керівниками колгоспів чи фірм не ставали жодного разу.

## Національний склад

#### Українці
Село осаджено українцями — вихідцями з Роменської округи та православними шляхетськими родами Чернігівського воєводства, які покозачилися (рід Гирманів, Клименків тощо). Від 1648 у селі мали право жити лише православні, але не росіяни — вихідці з територій Московської держави. Аналіз перепису населення 1725 року свідчить про всуціль українське населення, при чому з 61 козацької родини до XXI століття продовжують замешкувати 30 — це свідчить про виняткову стабільність та навіть герметичність національного складу Голінки аж до середини XIX століття.

#### росіяни (кацапи)
Окремі великоруси (росіяни) з'являються в селі з огляду на територіальну близькість Путивльської землі Московії. У Голінці їх неофіційно іменували та іменують досі кацапами. При чому в XIX столітті з кацапами ототожнювалися всі вихідці з міст, які не володіли українською мовою (зокрема, мігранти з Конотопа).
Побутувала виняткова нетолерантність (ворожість) до так званих кацапів та кацапок, яким громадська думка присвоювала негативні риси: неакуратність, конфліктність, безгосподарність. При чому соціальна відраза до великорусів постулювалася та підтримувалася жіночою половиною села. Непоодинокі випадки, коли хазяйки йшли на розрив родинних стосунків з дітьми, якщо ті наважувалися одружитися з кацапом або кацапкою.
Кацапи ніколи не творили у Голінці окремої етнічної групи, бо не було власне «російських родин», де б росіянами були і батько, і мати. Кількість росіян навряд чи колись перебільшувала 2-3 % від усього населення села і вже у другому поколінні вони втрачали етнічні риси, починаючи й собі називати одноплемінних приїжджих кацапами. Зокрема, так сталося в родині Григорьєвих, у якій дід був вихідцем з Ярославської області РФ, а вже його онуки говорять:
| - Отой, шо хату купив стару у Потебенька. За два годи там таке розвів, шо страшно дивиться. Так шо з нього взять - кацап... |
У XX столітті слово кацап по відношенню до голінських росіян вживається широко і повсюдно, але під впливом комуністичної освіти та руйнування традиційного способу життя, робиться це або притишеним голосом, або з якимись застереженнями:
| - Ну, вона не тутешня. Якось гомонить так смішно. - Кацапка, чи шо? - Еге, еге, кацапка... |

#### Ерзяни
У документах на звільнення кріпаків від 1861 існує згадка про родину зі східних районів Тамбовської губернії Російської імперії. З тих ерзянських країв до Голінки вони переселені одним із поміщиків.

#### Німці
Після заснування семи німецьких колоній на землях гайворонських козаків (1750-ті роки), мешканці Голінки стали регулярно працювати на сезонних роботах у господарствах місцевих протестантів та католиків. Німецька звичаєва культура вплинула на соціальну уяву голінців (будівництво лікарень, ремонт церков, догляд за шляхами) — і козаки, і посполиті Голінки високо цінили сумлінну, потижневу оплату праці найманих працівників, яка була прийнята у німців. Серед Голінців досі збереглися перекази про чистоту німецьких сіл, і навіть кам'яні тротуари, які у 1940-х роках розібрали переселенці з Російської Федерації.
Перші мішані шлюби голінців та представників німецької громади зафіксовані вже у XX столітті, після приходу комуністів. Уродженець Голінки, журналіст Петро Носенко в одному з репортажів під час Голодомору відтворив загальну уяву про вдачу місцевих німців: за будь-яких обставин, навіть у часи комуністичного терору, вони охайні, нагодовані, успішні.
Після Другої світової війни, рятуючись від примусової депортації за національною ознакою, частина німкень вступила в шлюб або просто переїхала до Голінки. У свою чергу, у селі Голінка комуністичні агенти вербувати людей на роботу до спорожнілих німецьких сіл, зокрема Рундевезе (це німецьке село в Голінці називають Рундівізія).

#### Євреї (жиди)
Право на відкриття шинку у другій половині XIX століття отримала родина євреїв (жидів), яка жила у Голінці до середини 1920-х років. Один із нащадків єврейської родини був несповна розуму, так що його ім'я стало називним для позначення дивакуватої поведінки односельців.
Також у 1930-х роках приватним вчителем грамоти у Голінці підробляв пан Сінякевич.
У цей же час були факти кримінального переслідування голінців за вживання традиційного слова жид по відношенню до жидів. Відголос цього виду терору існує понині: голінці вимовляють слово «жид» озираючись, приставши нарешті до неприродного «яврєй».
У 1980-х роках викладачкою Голінської середньої школи також була єврейка, але після розлучення із чоловіком-голінцем виїхала із села.

#### Білоруси
Окремі білоруси опинялися в селі з числа задесенських козаків, зокрема Чернігівського та Стародубського полку. У XX столітті зареєстровані до десятка шлюбів голінських дівчат-мігранток у Білорусі (зокрема Ганна Мигирич). Частина дітей із таких змішаних родин виховувалася в українських родичів у Голінці.

#### Цигани
1963 комуністична влада розгорнула кампанію прикріплення кочових циган до кріпацьких господарств совєцького типу («калхоз»), зокрема до порожніх хат у Голінці розселено до семи циганських родин. Більшість не говорила українською. Конфліктувала з корінним населенням, дійшло до убивства молодика з кутка Хільківка. Через рік цигани вдалися до самопідпалів виділених хат, більшість залишило Голінку. Дві родини прижилися у селі, проте виїхали до Конотопа у 1990-х.
У 2000-х роках у селі почали знову регулярно з'являтися групи циган, які займалися крадіжками побутових предметів із недоглянутих дворів, а також металевих огорож на цвинтарях Голінки. Щоправда, дружня мобілізація селян проти крадіїв зробили для них приїзди до Голінки небезпечними.

### Мова
Розподіл населення за рідною мовою за даними перепису 2001 року:
| Мова       | Кількість | Відсоток |
| ---------- | --------- | -------- |
| українська | 1069      | 99.26%   |
| російська  | 8         | 0.74%    |
| Усього     | 1077      | 100%     |

## Традиційна культура
До Голодомору 1932—1933 були широко поширені вечорниці, які у 1920-х роках активно намагалися витіснити зустрічами у комсомольському клубі. Критика сильної традиції вечорниць у Голінці була навіть у районні пресі.

### Локальна говірка
Голінська говірка належить до різновиду північно-полтавського діалекту української мови, межі якої збігаються із старим південним кордоном колишньої Бахмацької сотні Ніжинського полку та північним — Прилуцького полку Гетьманщини (у сусідній Тиниці та Курені нинішнього Бахмацького району вже інша діалектна специфіка).
Голінська говірка характеризується:
- вимова: послідовне пом'якшення букви «л» (льовко, Люкера — ім'я Лукера, Вольочка — ім'я Валентина); глибокий, твердий звук «ч» та «щ»;
- граматика: випадіння одного приголосного звука, якщо вони стоять поруч («вона депівська» замість «вона дептівська», тобто з села Дептівка; «налий трохи сюди. Хапить» замість «налий трохи сюди, Хвате»); послідовна заміна «мб» та «нд» («вона сандвірська» замість «вона самбірська», тобто мешканка села Малий Самбір); «сімня» замість «сім'я»; перетворення м'якого звука «лє» та «пьо» з російських запозичень на «ля» та «по» («мама в голод робили ляпошки із липи та конюшини»);
- лексика: «гомоніти» замість «балакати», «розмовляти», «кахлєти» замість котлети; «заледьві» замість заледве; «наритник» — бюстгальтер; ствердна частка «еге» замість «так» або «да», що відповідає словацьким діалектам; до 1990-х років помідори в селі послідовно називали баклажанами;
- фразеологія: «корова добренна була» (велика корова); «він молодий, бачиш, хазяйство напташив» (завів птицю); «дак той, коли ти поїдеш у Бахмач?» (в сенсі «отже»); «німець поліз по курку, а я хаміль-хаміль — і втекла на город» («хаміль-хаміль» — швиденько, мерщій); «а ну подай мені того голуба» (в сенсі «голубця» — страва); «даром даровано» (чогось дуже багато), «ввечері і в карт гуляли»; «дуже прийомна жінка» (в сенсі приємна, симпатична); «личить йому врачом буть» (це робота саме для цієї людини); «клубанями виходить» (згустки крови).

### Оселя
На козацькій спаській стороні забудова переважно 1960-х років, дерев'яна (внутрішнє планування наближене до традиційного, довоєнного, майже повсюдний поділ великої кімнати великою шафою, піч); на посполитій михайлівській — переважно цегляна (внутрішнє планування довільне, нетрадиційне). У старих будинках поширене утеплення стін сухим очеретом. Дахи металеві, частково шиферні. Традиційних стріх немає зовсім. Поодинокі випадки влаштування декоративних балконів.
Дерев'яні будинки фарбовані у темно-сині або гранатові кольори.

### Кухня
У традиційній кухні голінців виділяється білий борщ (з білого буряка), солонина, тушена картопля з м'ясом і тушкована капуста з грибами. Культура випікання ржаного хліба, при чому тісто на хліб готували до схід сонця («вчиняли діжу»). Також житні пиріжки з вишнями — великого розміру.
- Алкоголь: у XVIII столітті — вишнівка, у ХХ — самогон.
- Питво: березовий сік (консервують у банках сотнями літрів. Раніше додавали ячмінь, тепер частіше — лимон); киселі, при чому найпоширеніший з вишні (частина поминального меню); компот із ягід бузини.
- Поминальна кутя — поламані солодкі бублики, розмочені у теплій воді, які їдять ложками. Хоча в де-яких родинах роблять «класичну» — з рисом та родзинками.

### Алкоголь
До XXI століття поширене самогоноваріння, хоча широко вживають «казьонну» горілку, заводське вино.

### Ігри
На свято Пресвятої Троїці у селі молодь стікалася на велетенську гойдалку, на якій розгойдувалися з великою амплітудою парубки з дівчатами. Традиція категорично припинена у 1950-х — після загибелі на цій розвазі приїжджого молодика.
У совєцькі часи було поширено картярство. Вечорниці та зібрання молодих на хатах у старших людей перетворилися у 1960-х роках на справжні «клуби картярів», які діяли до глибокої ночі. У часи незалежності несподівано реанімували гуляння на Івана Купала (з 5 на 6 липня), яке багатьма сприймається як своєрідний день села.

### Статева культура
Доволі строга і стримана у порівнянні з Слобожанщиною чи Правобережною Україною, хоча до Голодомору широко побутували вечорниці, на яких були поширені позашлюбні статеві зв'язки, але у більшості випадків вони призводили до офіційних шлюбів.
Основи статевої культури підірвані Голодомором (існує випадок одруження брата із сестрою — з родини, яку комуністи повністю винищили голодом), а найбільше — Другою світовою війною, на якій сталіністи довели до смерті третину чоловічого населення Голінки. Демографічна криза вкорінила традицію, коли старші жінки-вдови будь-якого віку сходяться із молодшими або й навіть асоціальними чоловіками (хворими, алкоголіками, безробітними). До таких шлюбів часто рекрутуються чоловіки та жінки із сусідніх сіл — Гайворона, Григорівки, Дептівки, Дмитрівки.

### Весільні обряди
У XIX ст. молоді голінці та голінчанки охоче одружувалися з дівчатами та хлопцями з сусідніх сіл. Побутує приказка: «Хочеш мати добру хазяйку — бери дівчину з Дептівки, хочеш мати торгашку — бери з Тиниці, а хочеш бандитку — то Великого Сандвора (Самбора)». Побратися «у Голінку» вважалося великою вдачею, бо то було багате козацьке село.
Строго дотримувалася традиція ставити могорича парубкам із Дептівки, Григорівки, Великого Самбора, якщо голінський там шукав собі пару. Щоправда, сама Голінка була настільки великою, що правило могорича поширювалося навіть на парубків із сусідніх кутків всередині села — а їх на поч. XX ст. було біля тридцяти. Іван Васильович Мигирич, 1919 р.н., свідчить:
|  | Поїхав мій брат сватати мою жінку у сусідній хутір, коло Дептівки. Там було 17 хат - тепер там нема нічого. Так парубки не пускали його до воріт, стгянули їх ціпками і таки витягнули з мене могорич... |

### Поховальний обряд
У Голінці досі збереглися архаїчні традиції поховального обряду, типові для Чернігівщини. Зокрема, відразу після смерті у хаті покійного відкривають ворота (при чому — бігом!). Виносять труну із подвір'я через браму, саму браму негайно причиняють — аби душа не повернулася.
До середини 1980-х майже обов'язковим було голосіння, до якого вдавалися винятково жінки. Обряд голосіння виконувався найближчими родичами померлого, траплялося що це робила й невістка (випадок у 1990-х в родині Андрія та Віри Носенків). У текстах голосіння присутні образи довколишньої природи (дерева, жито, сонце, погода), яка по-своєму виказує скорботу за померлим.
Коли обряд голосіння був поширеним і сталим, воно мало потужний емоційний вплив на присутніх, при чому на міських мешканців — винятково гнітючий, аж до травмуючого (свідчення Володимира Науменка).
Тепер труну з небіжчиком не несуть на відспівування до церкви, а проводять обряд вдома та на цвинтарі. Ховають на другий день після смерті. Всі, хто приходять на поховання, не вітаються, особливо за руку.
За довгий час відсутності священика, у селі сформувалася група жінок та чоловіків, які самостійно читали псалтир над мертвим. Готується поминальна кутя — це поламані солодкі бублики, розмочені у теплій воді, які їдять ложками. Майже завжди поминки супроводжуються випивкою (вживають самогон власного виробництва). Чарку подає родич померлого (син, дочка) по черзі кожному гостю. Той встає і каже: «Нехай царствує».
Поминки відправляють чотири дні поспіль після поховання, потім на 9-ий день, 40-ий, півроку, рік. Тоді ж ідуть на цвинтар, до могили. Знову чарка йде колом, але люди буквально пригублють алкоголь, трохи відливають на могилу, під хрест. Раніше існувала стала традиція плакань та причитань. Здебільшого мовчать, коротко згадуючи заслуги покійного чи якісь сторонні обставини з його життя.
Практично кожен великий куток має власний цвинтар — Чайка, Центр, Картоплянівка. Відповідно, ховають на «власному кутку».

### Цвинтарі
У селі нараховується шістнадцять цвинтарів, при чому два — церковні (фактично не існують), також повністю захаращено Храпалівський цвинтар. В усній мові побутують наступні назви цвинтарів: Михайлівський бік:
- Василенкове кладовище (куток Голубівка — переважно козацьке);)
- Вольківське кладовище (поховання шести дітей родини Прокопенків — жертв Голодомору 1932—1933);
- Гапонівське кладовище (частково козацьке, за назвою кутка Гапонівка);
- Козирівське кладовище (частково козацьке, на кутку Гапонівка);
- Храпалівське кладовище (частково козацьке, на кутку Храпалівка);
- Ґедзеківське кладовище (за назвою кутка Ґедзеківка — переважно крестянське);
- Шляхівське кладовище (частково козацьке, ховали також крестян, зокрема Потебеньок);
- Лихоманове (або Чайківське) кладовище (від прізвища Лихоман — господар з XIX століття, що подарував землю під цвинтар);
- Михайлівське кладовище (церковне, знищене комуністами).

Спасівський бік:
- Троцівське кладовище (козацьке, також підхоронені сталінські солдати);
- Сумовицьке кладвище (козацьке, найбільше в Голінці, облаштовано на скифській могилі);
- Ріпівське (Гармашівське) кладовище (козацьке, поховання дітей — жертв Голодомору 1932—1933);
- Книшівське кладовище (старовинне козацьке з похованням козака Рагулі);
- Андріївське кладовище (козацьке);
- Хільківське кладовище (козацьке);
- Спасівське кладовище (церковне, існує кілька могил, підхоронені німецькі солдати).

Також в козацькій половині села збереглися цвинтарні території прямо в городах — у 50-100 м від оселі (наприклад, у садибі Василя Лазоренка, 1927—2010).
Чітка або приблизна інформація міститься приблизно на 1/6 частині поховань (до 3,000 тисяч могил), з них помітна частка — гранітні надгробки, але більшість — металеві хрести або тумби (зокрема й із комуністичними пентаграмами).
У 1980-х — акт вандалізму на території Михайлівського церковного цвинтаря, коли при будівництві клубу біля фундаменту храму вирито останки голінців. Кістки й черепи перемішано із будівельним сміттям, після чого ця блюзнірська суміш використана для побудови дамби через річку Яцунку (від кутка Чайка до Хільківки).
Ховають небіжчиків у порівняно неглибокій ямі — 1 метр 80 сантиметрів. Це пояснюють сухими ґрунтами села.

### Народні вірування
Голінка у сусідів мала славу «відьомського села». Зрештою, як і більшість козацьких сіл. Їх мешканцям сусіди-кріпаки приписували чаклунські властивості. Хоча й досі в селі відомі жінки, що «успішно» лікують замовляннями. Зокрема, 2010 одна з таких знахарок на козачій стороні заслужила за свої вміння новий паркан.

## Промисли

### Вітряки
На території та околицях села до Другої Світової війни діяло 14 вітряків. Їх конструкція була типовою для Чернігівщини. Останній вітряк був демонтований на кутку Сумовиця у 1960-х роках.

### Мисливство
У селі щороку відзначають початок та закриття сезону полювання. Мисливіські угіддя розташовані на південь від села Голінка, в урочищі Чумальове. Полюють на кабана, лисицю, зайця та вовка. Із санітарних міркувань полюють на хижих птахів (шуліку).

### Бджолярство
Розвинуте з польських часів. Найвідоміші родини пасічників — Недбайли, Лазоренки, Ріпи.
На 2012 у селі було близько 15 пасічників та 300 вуликів.

### Картоплярство
Стабільний експорт голінської картоплі на Донбас. Рекордний врожай — 2011 року.

### Тваринництво
Після Другої світової війни — потужні тваринницькі комплекси, розквіт яких припав на 1980-ті роки.

### Рибальство
У 2000-х роках якісна жива риба (короп) постачається із ставків Великого Самбора. Ловля риби у водоймах Голінки занепала після обміління річки Зарукавна.

## Школа
У часи Гетьманщини курси грамоти діяли при місцевих церквах. XIX столітті у Голінці діяло три шкільних заклади: так звана церковна — знаходилась біля Михайлівської церкви, початкова (1-4 клас) — перебувала навпроти старої сільської ради, земська (5-7 клас) — поблизу Спасо-Преображенської церкви. Офіційна дата заснування Голінської школи — 1880 рік. Але з 1904 року діяло ще Голінське реальне училище.
1982 збудовано нове приміщення школи. На задньому подвір'ї облаштовано великий польовий тир із галереями вогневих рубежів та земельними спорудами. Зараз занехаяний.
Після звільнення від СССР у селі продовжує діяти загальноосвітня школа І-ІІІ ступенів, розташована у сучасному двоповерховому приміщенні по вул. Незалежності, 59. Кількість учнів у 1990-х коливалася в межах 100 чоловік. Але 2009—2010 навчальний рік у школі — 45 учнів, що загрожує пониженням статусу школи із середньої до неповної середньої. 2010 школа непублічно відзначила 140-річчя з дня заснування.
У приміщенні школи працює дитячий навчальний заклад «Теремок», у якому виховують до десяти дітей (завідувачка закладу Надія Павлівна Троць).

## Пошта і зв'язок
Постійна пошта існує в селі з часів Гетьмана Кирила Розумовського, коли в Голінці була розташована сотенна канцелярія Корибутівської сотні Прилуцького полку. Зараз діє відділення зв'язку у складі завідувачки і трьох листонош. Пощтове відділення володіє власним штемпелем.
2010 у селі з'явилися перші абоненти мережі Інтернет, кількість яких до 2012 збільшилася до десяти.
Мобільний зв'язок підтримується ключовими національними операторами, але на більшості кутків він нечіткий, при чому часто-густо зникає зовсім у домівках.
Також на північ від села розташована потужна установка космічного та аероповітряного зв'язку, де охоронцями працюють два мешканця Голінки.

## Сільська рада

Секретар Голінської сільської ради та директор ТОВ «Україна» Олександр Кушніренко на День села 2012 року

У складі сільської ради 12 депутатів. До жовтня 2010 року більшість із них представляло партію «Батьківщина» Юлії Тимошенко, які у свою чергу працювали на різних посадах у фірмі «Агродім». На вибори 31 жовтня 2010 пішли як позапартійні, але вже весною 2011 більшість із обраних депутатів самовільно вступили до провладної Партії регіонів.
З 12 депутатів лише двоє мають вищу освіту — Лідія Кулик та Ганна Ріпа. Натомість голова сільради Наталія Вернигора (1968) та секретар Олена Кузько (1975) вже 2010 року стали членами Партії регіонів.

## Пам'ятки
- Цегляний фундамент Спасо-Преображенського храму 1868 року
- Амбулаторія, переобладнана під церкву з одним престолом і п'ятьма куполами
- Пам'ятник загиблому комуністу 1918 (тов. Гузь)
- Старовинні козацькі цвинтарі (у занедбаному стані), також т. зв. «куплені могили» із кам'яними надгробками
- Кам'яний хрест козака Проценка із символікою Голінської сотні (на Лихомановому цвинтарі, XIX ст.)
- Пам'ятник жертвам сталінських мобілізацій 1941 та 1943 років
- Бойовий танк у центрі села — самохідна артилерійська установка ИСУ-152 (проданий 2008 року за 20,000 грн. — перегнаний до м. Бахмач)[50]
- Традиційна голінська хата козака Максима Носенка із мурованою піччю
- Будівля старої школи та старої сільради (в аварійному стані)

## Флора і фауна
Голінка входить до Бахмацько-Кременчуцького геоботанічного округу з цікавим флористичним складом рідкісних видів рослин.. Це обумовлено місцезнаходженням села — на межі Приполіської та Лісостепової флористико-созологічних областей. Зокрема, недалеко від Голінки зустрічається рослина Dactylorhiza fuchsii (Druce), а біля самого села — Проліска Сибірська з родини лілійних (SCILLA SIBIRICA HAW) — багаторічна рослина до 20 см заввишки.
Переважаючі ґрунти — торф'яно-болотні та торф'яні низинні.

## Водойми
Через село протікає р. Голубівка, яка ділиться на два плеса: Яцунка та Гапониха. З 1980-х купатися ходять переважно на каскад озер (ставків), які розташовані на західній околиці села — це Кахо́вка, Сту́пник, Ґанджарине́. На території Голінської сільської ради налічується 80,6 гектарів земель водного фонду та 13 ставків.
Торф'яні болота.

## Лісовий фонд
Сільська рада контролює 295,3 гектарів земель лісового фонду. Наприкінці XX століття у Голінці значно збільшилася стихійна залісненість території села, що пов'язано із знелюдненням Голінки та падінням інтересу до вирубки дерев на дрова.

## Енергетика
В околицях Голінки — значні поклади торфу різної якості. Промисловий видобуток тривав до середини 1970-х років. Але у селі під час усієї совєцької окупації відчувалася криза пального, оскільки влада тримала високі ціни і на дрова, і на торф, а за зруб будь-якого дерева у межах села жорстко карали. У 2000-х роках — організована закупівля дров, переважно із Іченського заповідника.
У 2000-х роках створено проект газифікації Голінки. Основні комунікації були підведені до села ще 2008 року, але через чергову зміну влади газифікацію не завершено.

## Відомі люди
З Голінкою пов'язані:
- Батько короля Речі Посполитої Ярема Вишневецький
- Перший сотник козацької Ратуші с. Голінка Георгій (Юрко) Демченко
- Король Швеції та України Карл ХІІ
- Рід прилуцької полкової старшини Носенків (хорунжі)
- Гетьман Лівобережної України Іоанн Самойлович
- Гетьман України Іоанн Мазепа
- Гетьман Іоанн Скоропадський та його нащадки
- Гетьман Кирило Розумовський
- Московський військовий злочинець Олександр Меншиков
- Сотник Улас Жураковський
- Сотник Василь Рудьковський
- Родина православних священників Самойловичів-Боровських
- Іконописець та художник Петро Рогуля (1725—1800)

У Голінці народилися:
- Семен Кошовий, видатний кобзар, вчитель Остапа Вересая;
- Священомученик Сергій (Прокопенко) (1870—1933), канонізований РПЦ православний монах Шмаківського монастиря на Далекому Сході;
- * Михайло Лазоренко, 1956, дослідник харчових технологій, викладач Університету харчових технологій;
- Андрій Гринаць (1895—1970-ті) — український військовик
- Євген Лученко, 1914—1998, художник-пейзажист 1930-х років, учень Федора Кричевського;
- Володимир Нау́менко, головний редактор журналу «Березіль» Національної спілки письменників України;
- Петро Но́сенко, 1911–1993, журналіст, редактор районних газет «Прапор Жовтня» (м. Ромни, 1936-41), «Ленінським шляхом» (смт. Дубов'язівка, 1946—1949);
- Михайло Потебенько, 1937, народний депутат, Генеральний прокурор України (1998—2001);
- Петро Потебенько, 1935, проректор з фінансово-господарської роботи Національної академії прокуратури України.

Ціла низка уродженців с. Голінка живуть у містах Бахмач, Конотоп, Суми, Лозова, Дніпропетровськ, Прилуки, Київ (до 200 осіб), а також емігрували до Біларусі, Російської Федерації (зокрема, працюють в органах ФСБ та МВС РФ).

### Традиційні прізвища
У Голінці до осені 2010 року зберігся 31 (!) козацький рід із 63-ьох, прізвища яких фіксує перепис Малоросійської Колегії ще з 1725, а також шляхетські роди епохи Речі Посполитої, що покозачилися:
- Лазоре́нко,
- Горба́ч,
- Оробе́й,
- Артю́х,
- Ю́щенко,
- Паліє́нко,
- Колоді́й,
- Климе́нко
- Гапо́ненко,
- Хілько́,
- Рі́па,[55]
- Кіріє́нко,
- Ги́рман
- Верни́гора,
- Гонча́р,
- Переде́ра,
- Шевче́нко,
- Кози́р,
- Ма́рченко,
- Кова́ль (Ковале́вські),
- Лу́цик (Луценки).
- Ми́галь;
- Оніщенко;
- Погорі́лий;
- Бо́клаг;
- Ткаче́нко.

У середині 18 ст. в Голінці додалися нові козачі роди:
- Но́сенко (у Красноколядинській сотні з 1732),
- Проце́нко,
- Гузь,
- Бе́льмас,
- Билда́,
- Саву́цький,
- Па́щенко,
- Мироне́нко,
- Скри́пка,
- Мазе́па,
- Гарма́ш,
- Гладу́н,
- Бо́йко,
- Андріє́нко,
- Недба́йло,
- Борода́,
- Гришко́,
- Івано́в,
- Делва,
- Шапар (Шапаренко),
- Телюк,
- Миги́рич,
- Троць (Троценко),
- Компа́нець,
- Головко́,
- Яцу́н,
- Махота́,
- Здір,
- Лесенко,
- Ігнатенко,
- Зубенко,
- Ліва́к,
- Прокопе́нко,
- Ски́ба,
- Ко́бець (останні два — козачі роди села Дептівка).[56]

Також традиційними є прізвища Книш, Тала́ш, Потебе́нька, Юрко́, Ба́рдаш, Бори́сенко, Повіре́нний, Панібра́тець, Тонконо́жка, Бубле́й, Молюга́, Отроше́вський, Наго́рний, Неску́ба, Рогуля, Граби́на, Горови́й (родина чумаків), Портни́й, більшість з яких — некозацького (у тому числі посполитого) походження.
Родина з прізвищем Куцево́л веде початок від реєстрований козаків Запорізької Січі.
Поодинокі неголінські роди: Сахнюк, Слащи́на, Коновал, Шершень.
У XXI ст. в селі з'явилися родини з прізвищами Семилі́т, Посіпа́ка (із Терешихи), Сі́доров.

### Проблеми транскрипції голінських прізвищ
Прізвища мешканців Голінки відтворювалися сотенними канцеляріями Гетьманщини за принципом українського правопису — як чуємо, так і пишемо. В такий же спосіб написання прізвищ переносилося в документи Речі Посполитої та Московської держави, які укладалися польською та російською мовами. Навіть у документах Російської імперії від 1861, що посвідчували звільнення від кріпацтва частини голінців, на одному аркуші містяться прізвище волосного писаря «Рипа» та звільненого кріпака на прізвище «Потебенька». Натомість в XX столітті, у документах російською мовою, вони вже були «Репа» та «Потебенько».
Встановлено, що систематичне викривлення (і навіть переклад!) прізвищ за російським зразком в офіційних документах з'явилося в часи радянської окупації, а особливо ж після Другої світової війни, у 1960-70-х роках. Зафіксовані десятки спроб працівників паспортних столів Конотопа, Дніпропетровська, Харкова та Києва «виправляти» стародавні прізвища на російський копил.
Русифікація торкнулася насамперед прізвищ козацьких родів: Ріпа (на Рєпа), Лазоренко (на Лазаренко), Гирман (на Герман), Троць (на Троц), Ковалівський (на Ковалевський), Козир (на Козирь), а також інших: Горовий (на Горовой), Потебенька (на Потебенько), Повіренний (на Поверенний).
До канцелярської какафонії додалася проблема наголосів в усному мовленні поза Голінкою (переважно у зросійщених містах). Вони систематично спотворюються у прізвищах: Компане́ць (рос. Кампанє́ц) замість Компа́нець, Молю́га (рос. Малю́ґа) замість Молюга́, Борисе́нко (рос. Барісє́нка) замість Бори́сенко, Миро́ненко (Міро́нєнка) замість Мироне́нко, Го́рбач (рос. Ґо́рбач) замість Горба́ч, Пове́ренний (рос. Повє́рєнний) замість Повіре́нний. Деякі прізвища із зміненим наголосом на російською вимовою взагалі не можна розпізнати як голінські, наприклад Носе́нко (рос. Насє́нка) замість Но́сенко тощо.
На голінських цвинтарях можна поруч побачити могили близьких родичів, які з волі чужої канцелярії мають відмінні прізвища — Ріпа та Рєпа, Повіренний та Поверенний, Ковалівський та Ковалевський, Гирман та Герман тощо. Хоча часто-густо родичі ігнорували канцелярські втручання і на могилах писали справжні, козацькі прізвища, не зважаючи на офіційні паспортні дані.
Проблема колоніальної транскрипції прізвищ спровокувала низку непорозумінь на незручностей при укладанні документів на спадок, визначення ступені спорідненості тощо. Але головне, радянська русифікаторська політика щодо українських прізвищ стала ще одним дієвим інструментом дезінтеграції голінської спільноти як 300-річного феномена північно-східної України.

### Вуличні імена
Помітну роль у традиційній культурі села відіграють так звані вуличні імена мешканців Голінки. Причина їх появи — велика кількість тезок та однофамільців, що заважало швидко збагнути про кого саме йдеться у багатотисячному сільському колективі.
Вуличні імені поділяються на приватні та родові. Перші помирають разом із своїми власниками і, як правило, мають іронічний або навіть глузливий характер, другі передаються до п'ятого і шостого покоління та прив'язуються до імені реального пращура.
Приватні вуличні імена характеризуються влучністю, а подекуди й небуденним комізмом, що робить їх надзвичайно тривкими в повсякденній комунікації третіх осіб. Існує правило: прямо чи у присутності носіїв вуличного імені його не вимовляють — це вважається великою безтактністю. З іншого боку, у більшості випадків люди не зрозуміють про кого саме йдеться, допоки не згадають вуличне ім'я персони або родини.

## Транспортне сполучення
Щодня відправляється автобус за рейсом Бахмач-Голінка. У п'ятницю та неділю — два рейси. У русі — 1 год.-1 год.20 хв.

## Також
- Перелік населених пунктів, що постраждали від Голодомору 1932—1933 (Чернігівська область)